# 今昔物語集の説話一覧
この記事は今昔物語集の説話の一覧である。題名の読み下しは新日本古典文学大系（岩波書店）に従い、各話出典も主に同書によった。

## 巻第一　天竺
| 番号  | 題名                                       | 出典等                                   |
| ----- | ------------------------------------------ | ---------------------------------------- |
| 01:01 | 釈迦如来、人界に宿り給へる語               | 『過去現在因果経』、『釈迦譜』           |
| 01:02 | 釈迦如来、人界に生まれ給へる語             | 『過去現在因果経』、『仏本行集経』       |
| 01:03 | 悉達太子、城に在りて楽を受けたまへる語     | 『過去現在因果経』、『釈迦譜』。四門出遊 |
| 01:04 | 悉達太子、城を出でて山に入りたまへる語     | 『過去現在因果経』、『釈迦譜』           |
| 01:05 | 悉達太子、山に於て苦行したまへる語         | 『過去現在因果経』、『釈迦譜』           |
| 01:06 | 天魔、菩薩の成道を妨げむとせる語           | 『過去現在因果経』、『釈迦譜』           |
| 01:07 | 菩薩、樹下に成道したまへる語               | 『過去現在因果経』、『釈迦譜』           |
| 01:08 | 釈迦、五人の比丘の為に法を説きたまへる語   | 『過去現在因果経』、『法華経』           |
| 01:09 | 舎利弗、外道と術を競べたる語               | 『賢愚経』                               |
| 01:10 | 提婆達多、仏と諍ひ奉れる語                 | 『仏本行集経』、『増一阿含経』など       |
| 01:11 | 仏、婆羅門の城に入りて乞食し給へる語       | 『大智度論』                             |
| 01:12 | 仏、勝蜜外道の家に行き給へる語             | 『申日児本経』                           |
| 01:13 | 満財長者が家に仏の行き給へる語             | 『増一阿含経』                           |
| 01:14 | 仏、婆羅門の城に入りて教化し給へる語       | 『大般涅槃経』                           |
| 01:15 | 提何長者、自然太子を得たる語               | 『大般涅槃経』                           |
| 01:16 | 鴦堀魔羅、仏の指を切れる語                 | 『央掘魔羅経』                           |
| 01:17 | 仏、羅睺羅を迎へて出家せしめ給へる語       | 『未曾有因縁経』                         |
| 01:18 | 仏、難陀を教化して出家せしめ給へる語       | 『出曜経』、『雑宝蔵経』                 |
| 01:19 | 仏の夷母憍曇弥（きょうどんみ）、出家せる語 | 『中本起経』                             |
| 01:20 | 仏、耶輸多羅をして出家せしめたまへる語     | 本文欠                                   |
| 01:21 | 阿那律・跋提、出家せる語                   | 『四分律』                               |
| 01:22 | 鞞羅羨（ひらせん）王子、出家せる語         | 『出家功徳経』                           |
| 01:23 | 仙道王、仏の所に詣りて出家せる語           | 『根本説一切有部律』                     |
| 01:24 | 郁伽長者、仏の所に詣りて出家せる語         | 本文欠                                   |
| 01:25 | 和羅多、出家して仏の弟子と成れる語         | 『中阿含経』                             |
| 01:26 | 歳百二十に至りて始めて出家せる人の語       | 『賢愚経』                               |
| 01:27 | 翁、仏の所に詣りて出家せる語               | 『賢愚経』                               |
| 01:28 | 婆羅門、酔ひに依りて意ならず出家せる語     | 『大智度論』                             |
| 01:29 | 波斯匿王、阿闍世王と合戦せる語             | 『百縁経』                               |
| 01:30 | 帝釈、修羅と合戦せる語                     | 『菩薩処胎経』など                       |
| 01:31 | 須達長者、祇園精舎を造れる語               | 『注好選』                               |
| 01:32 | 舎衛国の勝義、施に依り富貴を得たる語       | 『以百因縁集』に同話                     |
| 01:33 | 貧女、仏に糸を供養せる語                   | 『大蔵一覧集』に類話                     |
| 01:34 | 長者の家の牛、仏を供養せる語               | 『仏説乳光仏経』                         |
| 01:35 | 舎衛城の人、伎楽を以て仏を供養せる語       | 『撰集百縁経』                           |
| 01:36 | 舎衛城の婆羅門、一匝り仏を遶れる語         | 『仏説菩薩本行経』                       |
| 01:37 | 財徳長者の幼子、仏を称して難を遁れたる語   | 出典不明                                 |
| 01:38 | 舎衛国の五百の群賊の語                     | 『大般涅槃経』                           |

## 巻第二　天竺
| 番号  | 題名                                           | 出典等               |
| ----- | ---------------------------------------------- | -------------------- |
| 02:01 | 仏の御父浄飯王死に給ひし時の語                 | 『浄飯王般涅槃経』   |
| 02:02 | 仏、摩耶夫人の為に忉利天に昇り給へる語         | 『摩訶摩経』         |
| 02:03 | 仏、病の比丘の恩に報い給へる語                 | 『法句譬喩経』       |
| 02:04 | 仏、卒堵波を排し給へる語                       | 『大方便仏報恩経』   |
| 02:05 | 仏、人の家に六日宿りし給へる語                 | 『六度集経』         |
| 02:06 | 老母、迦葉の教化に依りて天に生まれ恩を報ぜる語 | 『摩訶迦葉度貧母経』 |
| 02:07 | 婢、迦旃延の教化に依りて天に生まれ恩を報ぜる語 | 『賢愚経』           |
| 02:08 | 舎衛国の金天比丘の語                           | 『賢愚経』           |
| 02:09 | 舎衛城の宝天比丘の語                           | 『賢愚経』           |
| 02:10 | 舎衛城の金財比丘の語                           | 『賢愚経』           |
| 02:11 | 舎衛城の宝手比丘の語                           | 『撰集百縁経』       |
| 02:12 | 王舎城の灯指比丘の語                           | 『灯指因縁経』       |
| 02:13 | 舎衛城の叔離比丘尼の語                         | 『賢愚経』           |
| 02:14 | 阿育王の女子の語                               | 『阿育王伝』         |
| 02:15 | 須達長者の蘇曼女、十卵を生ぜる語               | 『賢愚経』           |
| 02:16 | 天竺に、焼香に依りて口の香を得たる語           | 『経律異相』         |
| 02:17 | 迦毘羅城の金色長者の語                         | 『撰集百縁経』       |
| 02:18 | 金地国の王、仏の所に詣づる語                   | 『賢愚経』           |
| 02:19 | 阿那律、天眼を得たる語                         | 『法苑珠林』など     |
| 02:20 | 薄牱羅（はつくら）、善報を得たる語             | 『付法蔵因縁伝』     |
| 02:21 | 天人、法を聞き法眼浄を得たる語                 | 『三宝感応要略録』   |
| 02:22 | 常に天蓋を具せる人の語                         | 『以百因縁集』に同話 |
| 02:23 | 樹提伽長者の福報の語                           | 『樹提伽経』         |
| 02:24 | 波斯匿王の娘善光女の語                         | 『雑宝蔵経』         |
| 02:25 | 波羅奈国の大臣、子を願へる語                   | 『撰集百縁経』       |
| 02:26 | 前生に不殺生戒を持てる人、二国の王に生ぜる語   | 『経律異相』         |
| 02:27 | 天竺の神、鳩留長者の為に甘露を降らせたまへる語 | 『経律異相』         |
| 02:28 | 流離王、釈種を殺せる語                         | 『増一阿含経』       |
| 02:29 | 舎衛国の群賊、迦留陀夷を殺せる語               | 『鼻奈耶律』         |
| 02:30 | 波斯匿王、毘舎離の三十二子を殺せる語           | 『賢愚経』           |
| 02:31 | 微妙比丘尼の語                                 | 『賢愚経』           |
| 02:32 | 舎衛国の大臣師質の語                           | 『菩薩本行経』       |
| 02:33 | 天竺の、女子父が財宝を伝へざりし国の語         | 『賢愚経』           |
| 02:34 | 畜生の百の頭を具せる魚の語                     | 『賢愚経』           |
| 02:35 | 天竺に異形の天人降れる語                       | 出典不明             |
| 02:36 | 天竺の遮羅長者の子、閻婆羅の語                 | 『撰集百縁経』       |
| 02:37 | 満足尊者、餓鬼界に至れる語                     | 『出曜経』           |
| 02:38 | 天竺の祖子二人の長者、慳貪の語                 | 『出曜経』           |
| 02:39 | 天竺の利群史比丘の語                           | 『撰集百縁経』       |
| 02:40 | 曇摩美長者の奴、富那奇の語                     | 『賢愚経』           |
| 02:41 | 舎衛城の婆提長者の語                           | 『増一阿含経』       |

## 巻第三　天竺
| 番号  | 題名                                                     | 出典等                       |
| ----- | -------------------------------------------------------- | ---------------------------- |
| 03:01 | 天竺の毘舎離城の浄名居士の語                             | 『維摩詰所説経』             |
| 03:02 | 文殊、人界に生まれ給へる語                               | 『広清涼伝』                 |
| 03:03 | 目連、仏の御音を聞かむが為に他の世界に行ける語           | 『大宝積経』、『大智度論』   |
| 03:04 | 舎利弗、攀縁して暫く籠居せる語                           | 『大智度論』                 |
| 03:05 | 舎利弗・目連、神通を競べたる語                           | 『増一阿含経』               |
| 03:06 | 舎利弗、阿難を慢づる語                                   | 『注好選』                   |
| 03:07 | 新竜、本の竜を伏せる語                                   | 『大唐西域記』               |
| 03:08 | 瞿婆羅竜の語                                             | 『大唐西域記』               |
| 03:09 | 竜の子、金翅鳥の難を免れたる語                           | 『注好選』                   |
| 03:10 | 金翅鳥の子、修羅の難を免れたる語                         | 『注好選』                   |
| 03:11 | 釈種、竜王の聟と成れる語                                 | 『大唐西域記』               |
| 03:12 | 須達長者の家の鸚鵡の語                                   | 『賢愚経』                   |
| 03:13 | 仏、耶輸多羅の宿業を説き給へる語                         | 『仏本行集経』               |
| 03:14 | 波斯匿王の娘、金剛醜女の話                               | 『賢愚経』                   |
| 03:15 | 摩竭提国王、燼杭太子の語                                 | 『賢愚経』                   |
| 03:16 | 貧女、現身に后と成れる語                                 | 出典不明                     |
| 03:17 | 羅漢の比丘、報を感ぜむが為に獄に在りし語                 | 『雑宝蔵経』                 |
| 03:18 | 二人の羅漢の弟子を駈へる比丘の語                         | 出典不明                     |
| 03:19 | 須達の家の老婢、道を得たる語                             | 『観仏三昧海経』             |
| 03:20 | 仏、頭陀し給ひて鸚鵡の家に行き給へる語                   | 『仏説鸚鵡経』。鸚鵡は人名。 |
| 03:21 | 長者の家の屎尿を浄むる女、道を得たる語                   | 『賢愚経』                   |
| 03:22 | 盧至長者の語                                             | 『盧至長者因縁経』           |
| 03:23 | 跋提長者の妻、慳貪女の語                                 | 『増一阿含経』               |
| 03:24 | 目連尊者の弟の語                                         | 『出曜経』                   |
| 03:25 | 后、王勅を背きて仏の所に詣れる語                         | 『大宝積経』                 |
| 03:26 | 仏、迦旃延を以て罽賓国に遣はせる語                       | 『雑宝蔵経』                 |
| 03:27 | 阿闍世王、父の王を殺せる語                               | 観無量寿経、『大般涅槃経』   |
| 03:28 | 仏、涅槃に入らむとして衆会に告げ給へる語                 | 『長阿含経』、『大般涅槃経』 |
| 03:29 | 仏、涅槃に入り給はむとする時に、純陀の供養を受け給へる語 | 『大般涅槃経』               |
| 03:30 | 仏、涅槃に入り給はむとする時に、羅睺羅に遇ひたまへる語   | 『大悲経』                   |
| 03:31 | 仏、涅槃に入り給へる後、棺に入れたる語                   | 『大般涅槃経』               |
| 03:32 | 仏、涅槃の後、迦葉来るれる語                             | 『長阿含経』                 |
| 03:33 | 仏、涅槃に入り給へる後、摩耶夫人下り給へる語             | 『摩訶摩耶経』               |
| 03:34 | 仏の御身を荼毘にせる語                                   | 『大般涅槃経』               |
| 03:35 | 八国の王、仏舎利を分けたる語                             | 『長阿含経』                 |

## 巻第四　天竺　付 仏後
| 番号  | 題名                                                                       | 出典等                         |
| ----- | -------------------------------------------------------------------------- | ------------------------------ |
| 04:01 | 阿難、法集堂に入れる語                                                     | 『大智度論』                   |
| 04:02 | 波斯匿王、羅睺羅（らごら）を請ぜる語                                       | 『注好選』                     |
| 04:03 | 阿育王、后を殺して八万四千の塔を立てたる語                                 | 『釈迦譜』                     |
| 04:04 | 牱拏羅（くなら）太子眼を抉られ、法力に依りて眼を得たる語                   | 『大唐西域記』                 |
| 04:05 | 阿育王、地獄を造りて罪人を堕せる語                                         | 『大唐西域記』か               |
| 04:06 | 天竺の優婆崛多、弟子を試みたる語                                           | 『阿育王経』                   |
| 04:07 | 優婆崛多、波斯匿王の妹に会へる語                                           | 『付法蔵因縁伝』、『大智度論』 |
| 04:08 | 優婆崛多、天魔を降せる語                                                   | 『付法蔵因縁伝』               |
| 04:09 | 天竺の陀楼摩和尚、所〃を行きて僧の行ひを見たる語                           | 『心性罪福因縁集』             |
| 04:10 | 天竺の比丘僧沢、法性を観じて浄土に生まれたる語                             | 『心性罪福因縁集』             |
| 04:11 | 天竺の羅漢の比丘、山人の子を打つに値へる語                                 | 『大唐西域記』                 |
| 04:12 | 羅漢の比丘、国王に太子の死を教へたる語                                     | 『大唐西域記』                 |
| 04:13 | 天竺の人、海の中にして悪竜に値へる人、比丘の教へに依りて害を免れたる語     | 『衆経撰雑譬喩』か             |
| 04:14 | 天竺の国王、山に入りて裸の女を見て衣を着しめたる語                         | 『経律異相』                   |
| 04:15 | 天竺の舎衛国の髪起長者の語                                                 | 『経律異相』、『雑宝蔵経』     |
| 04:16 | 天竺の乾陀羅国の絵仏、二人の女の為に半身と成れる語                         | 『大唐西域記』                 |
| 04:17 | 天竺の仏、盗人の為に低けて眉間の玉を取られたる語                           | 『大唐西域記』                 |
| 04:18 | 天竺の国王、酔象を以て罪人を殺さしめたる語                                 | 『付法蔵因縁伝』               |
| 04:19 | 天竺の僧房の天井の鼠、経を聞きて益を得たる語                               | 『注好選』                     |
| 04:20 | 天竺の人、国王の為に妻を召さるる人、三帰を唱ふるに依りて蛇の害を免れたる語 | 『経律異相』                   |
| 04:21 | 国王の為に過を負ひし人、三宝を供養して害を免れたる語                       | 『経律異相』                   |
| 04:22 | 波羅奈国の人、妻の眼を抉れる語                                             | 『以百因縁集』に同話           |
| 04:23 | 天竺の大天の語                                                             | 『阿毘達磨大毘婆沙論』         |
| 04:24 | 竜樹、俗の時、隠形の薬を作れる語                                           | 『竜樹菩薩伝』                 |
| 04:25 | 竜樹・提婆二菩薩、法を伝へたる語                                           | 『大唐西域記』                 |
| 04:26 | 無着・世親二菩薩、法を伝へたる語                                           | 『大唐西域記』                 |
| 04:27 | 護法・清弁二菩薩、空有を諍へる語                                           | 『大唐西域記』                 |
| 04:28 | 天竺の白檀の観音、身を現じたる語                                           | 『大慈恩寺三蔵法師伝』         |
| 04:29 | 天竺の山人、入定の人を見たる語                                             | 『大唐西域記』                 |
| 04:30 | 天竺の婆羅門、死人の頭を貫きて売れる語                                     | 『付法蔵因縁伝』               |
| 04:31 | 天竺の国王、乳を服して瞋りを成し耆婆を殺さむとせる語                       | 『仏説奈女耆婆経』             |
| 04:32 | 震旦の国王の前に阿竭陀薬来れる語                                           | 出典不明                       |
| 04:33 | 天竺の長者、婆羅門と牛突きの語                                             | 『四分律』                     |
| 04:34 | 天竺の人の兄弟、金を持ちて山を通れる語                                     | 『大智度論』                   |
| 04:35 | 仏の御弟子、田打つ翁に値へる語                                             | 『仏説五無返復経』             |
| 04:36 | 天竺の安息国の鸚鵡鳥の語                                                   | 『三宝感応要略録』             |
| 04:37 | 執師子国の渚に大魚寄せたる語                                               | 『三宝感応要略録』             |
| 04:38 | 天竺の貧しき人、富貴を得たる語                                             | 『三宝感応要略録』             |
| 04:39 | 末田地阿羅漢、弥勒を造れる語                                               | 『三宝感応要略録』             |
| 04:40 | 天竺の貧しき女、法花経を書写せる語                                         | 出典不明                       |
| 04:41 | 子を恋ひて閻魔王の宮に至りし人の語                                         | 『法句譬喩経』                 |

## 巻第五　天竺　付 仏前
| 番号  | 題名                                                       | 出典等                                                                 |
| ----- | ---------------------------------------------------------- | ---------------------------------------------------------------------- |
| 05:01 | 僧迦羅五百の商人、共に羅刹国に至れる語                     | 『大唐西域記』。羅刹国 § 大唐西域記を参照                              |
| 05:02 | 国王、鹿を狩りに山に入りて娘師子に取られたる語             | 『大唐西域記』                                                         |
| 05:03 | 国王、盗人の為に夜光る玉を盗まれたる語                     | 『撰集百縁経』                                                         |
| 05:04 | 一角仙人女人を負はれ、山より王城に来れる語                 | 『大智度論』                                                           |
| 05:05 | 国王山に入りて鹿を狩り、鹿母夫人を見て后とせる語           | 『大方便仏報恩経』                                                     |
| 05:06 | 般沙羅王の五百の卵、初めて父母を知れる語                   | 『倶舎論記』                                                           |
| 05:07 | 波羅奈国の羅睺（らご）大臣、国王を罰たむとせる語           | 『大方便仏報恩経』                                                     |
| 05:08 | 大光明王、婆羅門の為に頭を与えたる語                       | 『大方便仏報恩経』                                                     |
| 05:09 | 転輪聖王、求法の為に身を焼ける語                           | 『大方便仏報恩経』                                                     |
| 05:10 | 国王、求法の為に針を以て身を螫されたる語                   | 『賢愚経』                                                             |
| 05:11 | 五百人の商人、山を通りて水に餓ゑたる語                     | 出典不明                                                               |
| 05:12 | 五百の皇子、国王の御行に皆忽ちに出家せる語                 | 『以百因縁集』に同話                                                   |
| 05:13 | 三つの獣菩薩の道を行じ、菟身を焼ける語                     | 原典は『ジャータカ』。『大唐西域記』を経由。                           |
| 05:14 | 師子猿の子を哀れび、肉を割きて鷲に与へたる語               | 『大方等大集経』、『大智度論』                                         |
| 05:15 | 天竺の王宮焼くるに歎かざりし比丘の語                       | 『以百因縁集』に同話                                                   |
| 05:16 | 天竺の国王美菓を好み、人の美菓を与へたる語                 | 『撰集百縁経』                                                         |
| 05:17 | 天竺の国王、鼠の護りに依りて合戦に勝てる語                 | 『大唐西域記』                                                         |
| 05:18 | 身の色九色の鹿、山に住み河の辺りに出でて人を助けたる語     | 原典は『ジャータカ』。『九色鹿経』を経由。                             |
| 05:19 | 天竺の亀、人の恩を報ぜる語                                 | 『六度集経』                                                           |
| 05:20 | 天竺の狐、自ら獣の王と称して師子に乗り死にたる語           | 『弥沙塞部和醯五分律』                                                 |
| 05:21 | 天竺の狐虎の威を借り、責められて菩提心を発せる語           | 原典は『ジャータカ』や『パンチャタントラ』。『注好選』を経由。         |
| 05:22 | 東城国の皇子善生人、阿就䫂女と通せる語                     | 『大乗毘沙門功徳経』                                                   |
| 05:23 | 舎衛国の鼻欠け猿、帝釈を供養せる語                         | 『注好選』                                                             |
| 05:24 | 亀、鶴の教へを信ぜずして地に落ち甲を破れる語               | 原典は『ジャータカ』や『パンチャタントラ』。『旧雑譬喩経』などを経由。 |
| 05:25 | 亀、猿の為に謀られたる語                                   | 原典は『ジャータカ』や『パンチャタントラ』。『注好選』を経由。         |
| 05:26 | 天竺の林の中の盲象、母の為に孝を致せる語                   | 『大唐西域記』                                                         |
| 05:27 | 天竺の象、足に枎（くひ）を蹈み立て人を謀りて抜かしめたる語 | 『大唐西域記』                                                         |
| 05:28 | 天竺の五百の商人、大海において摩竭大魚に値へる語           | 『大智度論』                                                           |
| 05:29 | 五人、大魚の肉を切りて食せる語                             | 『賢愚経』                                                             |
| 05:30 | 天帝釈の夫人舎脂の音を聞きし仙人の語                       | 『阿毘曇毘婆沙論』                                                     |
| 05:31 | 天竺の牧牛の人、穴に入りて出でず石と成れる語               | 『大慈恩寺三蔵法師伝』                                                 |
| 05:32 | 七十に余る人を他国に流し遣りし国の語                       | 『雑宝蔵経』                                                           |

## 巻第六　震旦　付 仏法
| 番号  | 題名                                                                   | 出典等                         |
| ----- | ---------------------------------------------------------------------- | ------------------------------ |
| 06:01 | 震旦の秦の始皇の時に、天竺の僧渡れる語                                 | 『打聞集』に同話               |
| 06:02 | 震旦の後漢の明帝の時に、仏法渡れる語                                   | 『打聞集』に同話               |
| 06:03 | 震旦の梁の武帝の時に、達磨渡れる語                                     | 『打聞集』に同話               |
| 06:04 | 康僧会三蔵、胡国に至りて仏舎利を行じ出せる語                           | 『打聞集』に同話               |
| 06:05 | 鳩摩羅焔、仏を盗み奉りて震旦に伝へたる語                               | 『打聞集』に同話               |
| 06:06 | 玄奘三蔵、天竺に渡りて法を伝へて帰り来れる語                           | 『打聞集』に同話               |
| 06:07 | 善無畏三蔵、胎蔵界曼陀羅を震旦に渡せる語                               | 『三宝感応要略録』             |
| 06:08 | 金剛智三蔵、[[[両界曼荼羅#金剛界曼陀羅\|金剛界曼陀羅]]を震旦に渡せる語 | 『三宝感応要略録』             |
| 06:09 | 不空三蔵、仁王呪を誦して験を現せる話 第九                              | 『三宝感応要略録』             |
| 06:10 | 仏陀波利、尊勝真言を震旦に渡せる語                                     | 『三宝感応要略録』             |
| 06:11 | 震旦の唐の虞安良、兄の釈迦の像を造るに依りて活へるを得たる語           | 『三宝感応要略録』             |
| 06:12 | 震旦の疑観寺の法慶、釈迦の像を造るに依りて活へるを得たる語             | 『三宝感応要略録』             |
| 06:13 | 震旦の李大安、仏の助けに依りて、害せられしに活へるを得たる語           | 『冥報記』、『三宝感応要略録』 |
| 06:14 | 震旦の幽洲の都督張亮、雷に値ひしに、仏の助けに依りて命を存らへたる語   | 『冥報記』                     |
| 06:15 | 震旦の悟真寺の恵鏡、弥陀の像を造りて極楽に生れたる語                   | 『三宝感応要略録』             |
| 06:16 | 震旦の安楽寺の恵海、弥陀の像を画きて極楽に生れたる語                   | 『三宝感応要略録』             |
| 06:17 | 震旦の開覚寺の道喩、弥陀の像を造りて極楽に生れたる語                   | 『三宝感応要略録』             |
| 06:18 | 震旦の并洲の張の元寿、弥陀の像を造りて極楽に生れたる語                 | 『三宝感応要略録』             |
| 06:19 | 震旦の并洲の道如、弥陀の像を造れる語                                   | 『三宝感応要略録』             |
| 06:20 | 江陵の僧亮、弥陀の像を鋳たる語                                         | 『三宝感応要略録』             |
| 06:21 | 震旦の淄洲の司馬、薬師仏を造りて活へるを得たる語                       | 『三宝感応要略録』             |
| 06:22 | 震旦の貧しき女、銭を薬師の像に供養して富を得たる語                     | 『三宝感応要略録』             |
| 06:23 | 震旦の淄洲の女、薬師仏の助けに依りて平らかに産するを得たる語           | 『三宝感応要略録』             |
| 06:24 | 震旦の夏侯均、薬師の像を造りて活へるを得たる語                         | 『三宝感応要略録』             |
| 06:25 | 震旦の雋恵（せんゑ）、阿閦仏（あしゅくぶつ）を造りて歓喜国に生れたる語 | 『三宝感応要略録』             |
| 06:26 | 震旦の国子祭酒粛璟、多宝を得たる語                                     | 『冥報記』                     |
| 06:27 | 震旦の并洲の常慜（じょうみん）、天竺に渡りて盧舎那を礼せる語           | 『三宝感応要略録』             |
| 06:28 | 震旦の興善寺の含照、千仏を礼せる語                                     | 『三宝感応要略録』             |
| 06:29 | 震旦の汴洲（べんしゅう）の女、金剛界を礼拝して活へるを得たる語         | 『三宝感応要略録』             |
| 06:30 | 震旦の沙弥、胎蔵界を念じて難を遁れたる語                               | 『三宝感応要略録』             |
| 06:31 | 天竺の迦弥多羅、華厳経を震旦に伝へたる語                               | 『三宝感応要略録』             |
| 06:32 | 震旦の僧霊幹、花厳経を講ぜる語                                         | 『三宝感応要略録』             |
| 06:33 | 震旦の王氏、華厳経の偈を誦して活へるを得たる語                         | 『三宝感応要略録』             |
| 06:34 | 震旦の空観寺の沙弥、花蔵世界を観じて活へるを得たる語                   | 『三宝感応要略録』             |
| 06:35 | 孫の宣徳、花厳経を書写せる語                                           | 『三宝感応要略録』             |
| 06:36 | 新羅の僧兪、阿含を受持せる語                                           | 『三宝感応要略録』             |
| 06:37 | 震旦の并洲の道如、方等を書写して浄土に生れたる語                       | 『三宝感応要略録』             |
| 06:38 | 震旦の会稽山の陰県の書生、維摩経を書写して浄土に生れたる語             | 『三宝感応要略録』             |
| 06:39 | 震旦の法祖、閻魔王宮に於て楞厳経を講ぜる語                             | 『三宝感応要略録』             |
| 06:40 | 震旦の道珍、始めて阿弥陀経を読める語                                   | 『三宝感応要略録』             |
| 06:41 | 張の居道、四巻経を書写して活へるを得たる語                             | 『三宝感応要略録』             |
| 06:42 | 義浄三蔵、最勝王経を訳せる語                                           | 『三宝感応要略録』             |
| 06:43 | 震旦の曇鸞、仙経を焼きて浄土に生れたる語                               | 『三宝感応要略録』             |
| 06:44 | 震旦の僧感、観無量寿経阿弥陀経を持てる語                               | 『三宝感応要略録』             |
| 06:45 | 震旦の梓洲の郪（せい）県の姚待、四部の大乗を写せる語                   | 『三宝感応要略録』             |
| 06:46 | 震旦の張の謝敷、薬師経の力に依りて病を除ける語                         | 『三宝感応要略録』             |
| 06:47 | 震旦の張の李通、薬師経を書写して命を延べたる語                         | 『三宝感応要略録』             |
| 06:48 | 震旦の童児、寿命経を聞きて命を延べたる語                               | 『三宝感応要略録』             |

## 巻第七　震旦　付 仏法
| 番号  | 題名                                                                       | 出典等             |
| ----- | -------------------------------------------------------------------------- | ------------------ |
| 07:01 | 唐の玄宗、初めて大般若経を供養せる語                                       | 『三宝感応要略録』 |
| 07:02 | 唐の高宗の代に、書生大般若経を書写せる語                                   | 『三宝感応要略録』 |
| 07:03 | 震旦の豫洲の神母、般若を聞きて天に生ぜる語                                 | 『三宝感応要略録』 |
| 07:04 | 震旦の僧智、諳に大般若経二百巻を誦せる語                                   | 『三宝感応要略録』 |
| 07:05 | 震旦の并洲の道俊、大般若経を写せる語                                       | 『三宝感応要略録』 |
| 07:06 | 震旦の霊運、天竺に渡りて般若の在ます所を踏める語                           | 『三宝感応要略録』 |
| 07:07 | 震旦の比丘、大品般若を読誦して天の供養を得たる語                           | 『三宝感応要略録』 |
| 07:08 | 震旦の天水郡の志達、般若に依りて命を延べたる語                             | 『三宝感応要略録』 |
| 07:09 | 震旦の宝室寺の法蔵、金剛般若を誦持して活へるを得たる語                     | 『三宝感応要略録』 |
| 07:10 | 震旦の并洲の石壁寺の鴿、金剛般若経を聞きて人に生れたる語                   | 『弘賛法華伝』     |
| 07:11 | 震旦の唐の代に、仁王般若の力に依りて雨を降らせたる語                       | 『三宝感応要略録』 |
| 07:12 | 震旦の唐の代に、大山の廟に宿りして仁王経を誦せる僧の語                     | 『三宝感応要略録』 |
| 07:13 | 恵表比丘、無量義経を震旦に渡せる語                                         | 『三宝感応要略録』 |
| 07:14 | 震旦の法花を持せる者、脣舌を現ぜる語                                       | 『三宝感応要略録』 |
| 07:15 | 僧、羅刹女の為に嬈乱（ねうらん）せられしに法花の力に依りて命を存らへたる語 | 弘賛法華伝         |
| 07:16 | 震旦の定林寺の普明、法花経を転読して霊を伏せる語                           | 『弘賛法華伝』     |
| 07:17 | 震旦の会稽山の弘明、法花経を転読して鬼を縛せる語                           | 『弘賛法華伝』     |
| 07:18 | 震旦の河東の尼、法花経を読誦して持経の文を改めたる語                       | 『冥報記』         |
| 07:19 | 震旦の僧、行きて太山の廟に宿りして法花経を誦し神を見たる語                 | 『冥報記』         |
| 07:20 | 沙弥、法花経を読むに二字を忘れしが遂に悟るを得たる語                       | 『弘賛法華伝』     |
| 07:21 | 豫洲の恵果、法花経を読誦して厠の鬼を救へる語                               | 『弘賛法華伝』     |
| 07:22 | 瓦官寺の僧恵道、活へりて後法花経を写せる語                                 | 『三宝感応要略録』 |
| 07:23 | 震旦の絳洲の孤山の僧、法花経を写して同法の苦を救へる語                     | 『三宝感応要略録』 |
| 07:24 | 恵明、七巻を八座に分ちて法花経を講ぜる語                                   | 『三宝感応要略録』 |
| 07:25 | 震旦の絳洲の僧徹、法花経を誦して臨終に瑞相を現ぜる語                       | 『冥報記』         |
| 07:26 | 震旦の魏洲の史、雀産武、前生を知りて法花を持せる語                         | 『冥報記』         |
| 07:27 | 震旦の韋仲珪、法花経を読誦して瑞相を現ぜる語                               | 『冥報記』         |
| 07:28 | 震旦の中書令峰文本、法花を誦して難を免れたる語                             | 『冥報記』         |
| 07:29 | 震旦の都水の使者蘇長の妻、法花を持して難を免れたる語                       | 『冥報記』         |
| 07:30 | 震旦の右監門の校尉、李山竜、法花を誦して活へるを得たる語                   | 『冥報記』         |
| 07:31 | 馬を救はむが為に法花経を写して難を免れたる人の語                           | 『冥報記』         |
| 07:32 | 清斉寺の玄渚、道明を救はむが為に法花経を写せる語                           | 出典不明           |
|       | 三十三～四十話は欠話                                                       |                    |
| 07:41 | 震旦の仁寿寺の僧道愻（だうそん）、涅槃経を講ぜる語                         | 『冥報記』         |
| 07:42 | 震旦の李思一、涅槃経の力に依りて活へれる語                                 | 『冥報記』         |
| 07:43 | 震旦の陳公の夫人豆盧氏、金剛般若を誦せる語                                 | 『冥報記』         |
| 07:44 | 河東の僧道英、法を知れる語                                                 | 『冥報記』         |
| 07:45 | 震旦の幽洲の僧知菀（ちをん）、石の経蔵を造りて法門を納めたる語             | 『冥報記』         |
| 07:46 | 真寂寺の恵如、閻魔王の請を得たる語                                         | 『冥報記』         |
| 07:47 | 震旦の邵師弁、活へりて戒を持せる語                                         | 『冥報記』         |
| 07:48 | 震旦の華洲の張法義、懺悔に依りて活へれる語                                 | 『冥報記』         |

## 巻第八
欠

## 巻第九　震旦　付 孝養
| 番号  | 題名                                                                     | 出典等     |
| ----- | ------------------------------------------------------------------------ | ---------- |
| 09:01 | 震旦の郭巨、老いたる母に孝りて黄金の釜を得たる語                         | 『孝子伝』 |
| 09:02 | 震旦の孟宗、老いたる母に孝りて冬に笋を得たる語                           | 『孝子伝』 |
| 09:03 | 震旦の丁蘭、木の母を造りて孝養を致せる語                                 | 『孝子伝』 |
| 09:04 | 魯洲の人、隣の人を殺して過を負はざる語                                   | 『孝子伝』 |
| 09:05 | 会稽洲の楊威、山に入りて虎の難を遁れたる語                               | 『孝子伝』 |
| 09:06 | 震旦の張敷、死にたる母の扇を見て母を恋ひ悲しめる語                       | 『孝子伝』 |
| 09:07 | 会稽洲の曹娥、父の江に入りて死にけるを恋ひて自らもまた身を江に投げたる語 | 『孝子伝』 |
| 09:08 | 欧尚、死にける父を恋ひて墓に奄を造りて居住せる語                         | 『孝子伝』 |
| 09:09 | 震旦の禽堅、夷の域より父を迎へて孝養せる語                               | 『孝子伝』 |
| 09:10 | 震旦の顔鳥、自ら父の墓を築ける語                                         | 『孝子伝』 |
| 09:11 | 震旦の韓伯瑜、母の杖を負ひて泣き悲しめる語                               | 『孝子伝』 |
| 09:12 | 朱百年、悲しき母が為に寒き夜に衾を脱げる語                               | 『孝子伝』 |
| 09:13 | □人、父の銭を以て買ひ取りし亀を河に放てる語                              | 『冥報記』 |
| 09:14 | 震旦の江都の孫宝、冥途に於て母を済ひて活へれる語                         | 『冥報記』 |
| 09:15 | 河南の元大宝、死にて報を張叡冊の夢に告げたる語                           | 『冥報記』 |
| 09:16 | 索冑、死にて沈裕の夢に官を得べき期を告げたる語                           | 『冥報記』 |
| 09:17 | 震旦の隋の代の人、母の馬と成れるを得て泣き悲しめる語                     | 『冥報記』 |
| 09:18 | 震旦の韋慶植、女子の羊と成れるを殺して泣き悲しめる語                     | 『冥報記』 |
| 09:19 | 震旦の長安の人の女子、死にて羊と成りて客に告げたる語                     | 『冥報記』 |
| 09:20 | 震旦の周の代の臣伊尹が子伯奇、死にて鳴と成りて継母に怨を報ぜる語         | 『孝子伝』 |
| 09:21 | 震旦の代洲の人、畋猟を好みて女子を失へる語                               | 『冥報記』 |
| 09:22 | 震旦の兗洲（えんしう）の都督遂安公、死にし犬の責を免れたる語             | 『冥報記』 |
| 09:23 | 京兆の潘果、羊の舌を抜きて現報を得たる語                                 | 『冥報記』 |
| 09:24 | 震旦の冀洲の人の子、鶏の卵を食して現報を得たる語                         | 『冥報記』 |
| 09:25 | 震旦の隋の代に、天女の姜略、鷹を好みて現報を感ぜる語                     | 『冥報記』 |
| 09:26 | 震旦の隋の代に、李寛、殺生に依りて現報を得たる語                         | 『冥報記』 |
| 09:27 | 震旦の周の武帝、鶏の卵を食せるに依りて冥途に至りて苦を受けたる語         | 『冥報記』 |
| 09:28 | 震旦の遂洲の摠管孔恪（そうくわんくかく）、活へりて懺悔を修せる語         | 『冥報記』 |
| 09:29 | 震旦の京兆の殷安仁、冥途の使に免されたる語                               | 『冥報記』 |
| 09:30 | 震旦の魏郡の馬生嘉運、冥途に至りて活へるを得たる語                       | 『冥報記』 |
| 09:31 | 震旦の柳智感、冥途に至りて帰り来れる語                                   | 『冥報記』 |
| 09:32 | 侍御史孫迴璞（そんのかいはく）、冥途の使の錯に依りて途より帰れる語       | 『冥報記』 |
| 09:33 | 震旦の大史令傅奕、冥途に行ける語                                         | 『冥報記』 |
| 09:34 | 震旦の刑部の侍郎宗行質、冥途に行ける語                                   | 『冥報記』 |
| 09:35 | 震旦の庾抱（ゆはう）、曾氏に殺されて怨を報ぜる語                         | 『冥報記』 |
| 09:36 | 震旦の眭仁蒨（すいのにんせん）、冥道の事を知らむと願へる語               | 『冥報記』 |
| 09:37 | 震旦の周善通、戒を破りたるに依りて現に財を失ひて遂に貧賤を得たる語       | 『冥報記』 |
| 09:38 | 後魏の司徒、三宝を信ぜずして現報を得て遂に死にたる語                     | 『冥報記』 |
| 09:39 | 震旦の卞士瑜の父、功を価はずして牛と成れる語                             | 『冥報記』 |
| 09:40 | 震旦の梁の元帝、誤ちて珠を呑みしに一の目眇める語                         | 『冥報記』 |
| 09:41 | 隋の大業の代に、獄吏悪行に依りて、子の身に疵有りて死にたる語             | 『冥報記』 |
| 09:42 | 河南の人の婦、姑に蚯蚓の羹を食せしめたるに依りて現報を得たる語           | 『冥報記』 |
| 09:43 | 晋の献公の王子申生、継母麗姫の讒に依りて自ら死にたる語                   | 『孝子伝』 |
| 09:44 | 震旦の莫耶、剣を造りて王に献じたるに子の眉間尺を殺されたる語             | 『孝子伝』 |
| 09:45 | 震旦の厚谷、父を謀りて不孝を止めたる語                                   | 『孝子伝』 |
| 09:46 | 三人、樹下に来り会ひて其の中の老いたるに孝れる語                         | 『孝子伝』 |

## 巻第十　震旦　付 国史
| 番号  | 題名                                                                   | 出典等                             |
| ----- | ---------------------------------------------------------------------- | ---------------------------------- |
| 10:01 | 秦の始皇、感楊宮に在りて世を政てる語                                   | 出典不明                           |
| 10:02 | 漢の高祖、未だ帝王に在まさざりし時の語                                 | 出典不明                           |
| 10:03 | 高祖、項羽を罰ちて始めて漢の代に帝王と為りし語                         | 出典不明                           |
| 10:04 | 漢の武帝、張騫を以て天河の水上を見しめたる語                           | 『俊頼髄脳』                       |
| 10:05 | 漢の前帝の后王照君、胡国に行ける語                                     | 『俊頼髄脳』                       |
| 10:06 | 唐の玄宗の后上陽人、空しく老いたる語                                   | 『白氏文集』                       |
| 10:07 | 唐の玄宗の后楊貴妃、皇の寵に依りて殺されたる語                         | 『白氏文集』                       |
| 10:08 | 震旦の呉招孝、流れたる詩を見て其の主を恋ひたる語                       | 『俊頼髄脳』                       |
| 10:09 | 臣下孔子に、道に行き値へる童子の問ひ申せる語                           | 出典不明                           |
| 10:10 | 孔子逍遥せしに、栄啓期に値ひて聞ける語                                 | 『荘子』                           |
| 10:11 | 荘子、□粟を請ふ語                                                      | 『荘子』                           |
| 10:12 | 荘子人の家に行きたるに、主雁を殺して肴に備へたる語                     | 『荘子』                           |
| 10:13 | 荘子、畜類の所行を見て走り逃げたる語                                   | 『荘子』                           |
| 10:14 | 費長房、夢に仙の法を習ひて蓬莱に至りて返れる語                         | 出典不明                           |
| 10:15 | 孔子、盗跖に教へむが為に其の家に行きしに怖ぢて返れる語                 | 『荘子』                           |
| 10:16 | 養由、天に十の日現じたる時、九つの日を射落せる語                       | 『注好選』に同話                   |
| 10:17 | 李広が箭、母に似たる巌に射立てる語                                     | 出典不明                           |
| 10:18 | 霍大将軍、死せる妻に値ひて打たれて死にたる語                           | 出典不明                           |
| 10:19 | 不信蘇規、鏡を破り妻に与へて遠くに行きける語                           | 『注好選』に同話                   |
| 10:20 | 直心紀札、剣を猪君が墓に懸けたる語                                     | 『注好選』に同話                   |
| 10:21 | 長安の女、夫に代りて枕を違へて敵の為に殺されたる語                     | 『孝子伝』                         |
| 10:22 | 宿駅の人、遺言に随ひて金を死にし人に副へて置きたるに徳を得たる語       | 出典不明                           |
| 10:23 | 病、人の形と成りしが、医師其の言を聞きて病を治せる語                   | 前半は『春秋左氏伝』               |
| 10:24 | 震旦の賈誼、死にて後墓に於て文を子に教へたる語                         | 出典不明                           |
| 10:25 | 高鳳、并洲の刺史に任じて旧き妻を迎へたる語                             | 出典不明                           |
| 10:26 | 文君、箏に興じて値ひし相如と夫妻と成れる語                             | 『蒙求』                           |
| 10:27 | 震旦の三人の兄弟、家を売りしに荊の枯るるを見て、直を返して返り住める語 | 出典不明                           |
| 10:28 | 震旦の国王、江に行きて魚を鉤りしに大きなる魚を見て怖れて返れる語       | 『三秦記』に類話                   |
| 10:29 | 震旦の国王、愚かにして玉造の手を斬れる語                               | 『俊頼髄脳』                       |
| 10:30 | 漢の武帝、蘇武を胡塞に遣はせる語                                       | 『俊頼髄脳』                       |
| 10:31 | 二つの国互に合戦を挑める語                                             | 出典不明                           |
| 10:32 | 震旦の盗人、国王の倉に入りて財を盗みしに父を殺せる語                   | 『生経』、『舅甥経』、『法苑珠林』 |
| 10:33 | 生贄を立つる国の王、此を止めて国を平げたる語                           | 『史記』、『蒙求』                 |
| 10:34 | 聖人、后を犯して国王の咎を蒙りて天狗と成れる語                         | 出典不明                           |
| 10:35 | 国王、百丈の石の率堵婆を造りて工を殺さむとせる語                       | 大乗荘厳経論                       |
| 10:36 | 嫗の日毎に見し卒堵婆に血を付けたる語                                   | 宇治拾遺物語に同話                 |
| 10:37 | 長安の市に粥を汲みて人に施せし嫗の語                                   | 『帰田録』に類話                   |
| 10:38 | 海の中にして二つの竜戦ふに、猟師一つの竜を射殺して玉を得たる語         | 出典不明                           |
| 10:39 | 燕丹、馬に角を生ひしめたる語                                           | 『注好選』に同話                   |
| 10:40 | 利徳明徳、酒に興じて常に行き会へる語                                   | 『注好選』に同話                   |

## 巻第十一　本朝　付 仏法
| 番号  | 題名                                                               | 出典等                     |
| ----- | ------------------------------------------------------------------ | -------------------------- |
| 11:01 | 聖徳太子、此朝にして、始めて仏法を弘めたる語                       | 『三宝絵詞』               |
| 11:02 | 行基菩薩、仏法を学びて、人を導ける語                               | 『日本往生極楽記』         |
| 11:03 | 役の優婆塞、呪を誦持して、鬼神を駆へる語 （末尾欠）                | 『日本霊異記』             |
| 11:04 | 道照和尚、唐に亘りて、法相を伝へて還り来れる語                     | 『日本霊異記』             |
| 11:05 | 道慈、唐に亘りて、三論を伝へて帰り来り、神叡、朝に在りて試みたる語 | 出典不明                   |
| 11:06 | 玄昉僧正、唐に亘りて、法相を伝へたる語                             | 出典不明                   |
| 11:07 | 婆羅門僧正、行基に値はむが為に、天竺より朝に来れる語               | 冒頭は『三宝絵』           |
| 11:08 | 鑑真和尚、震旦より朝に戒律を渡せる語                               | 出典不明                   |
| 11:09 | 弘法大師、宋に渡りて、真言の教へを伝へて帰り来れる語               | 『金剛峰寺建立修行縁起』   |
| 11:10 | 伝教大師、宋に亘りて、天台宗を伝へて帰り来れる語                   | 『三宝絵』                 |
| 11:11 | 慈覚大師、宋に亘りて、顕密の法を伝へて帰り来れる語 法華験記        |                            |
| 11:13 | 智証大師、宋に亘りて、顕密の法を伝へて帰り来れる語                 | 『智証大師伝』             |
| 11:14 | 聖武天皇、始めて東大寺を造れる語                                   | 出典不明                   |
| 11:15 | 淡海公、始めて山階寺を造れる語                                     | 出典不明                   |
| 11:16 | 聖武天皇、始めて元興寺を造れる語                                   | 『菅家本諸寺縁起集』に同話 |
| 11:17 | 代〃の天皇、大安寺を所〃に造れる語                                 | 『三宝絵』。末尾欠         |
| 11:18 | 天智天皇、薬師寺を造れる語                                         | 出典不明                   |
| 11:19 | 高野姫天皇、西大寺を造れる語                                       | 出典不明。後半欠           |
| 11:20 | 光明皇后、法華寺を建てて、尼寺と為したる語                         | （本文欠）                 |
| 11:22 | 聖徳太子、天王寺を建てたる語                                       | 『三宝絵』                 |
| 11:23 | 推古天皇、本の元興寺を造れる語                                     | 出典不明                   |
| 11:24 | 現光寺を建てて、霊仏を安置せる語                                   | 『日本霊異記』             |
| 11:25 | 久米の仙人、始めて久米寺を造れる語                                 | 出典不明。 久米仙人伝      |
| 11:26 | 弘法大師、始めて高野の山を建てたる語                               | 『金剛峰寺建立修行縁起』   |
| 11:27 | 伝教大師、始めて比叡の山を建てたる語                               | 『三宝絵』か               |
| 11:28 | 慈覚大師、始めて楞厳院を建てたる語                                 | 『三宝絵』か               |
| 11:29 | 智証大師、門徒を初めて三井寺を立てたる語                           | 『打聞集』に同話           |
| 11:30 | 天智天皇、志賀寺を建てたる語                                       | 『三宝絵』                 |
| 11:31 | 天智天皇の御子、笠置寺を始めたる語                                 | 出典不明                   |
| 11:32 | 徳道聖人、始めて長谷寺を建てたる語                                 | 『三宝絵』                 |
| 11:33 | 田村の将軍、始めて清水寺を建てたる語                               | 『清水寺縁起』などに同話   |
| 11:34 | 秦川勝、始めて広隆寺を建てたる語                                   | 本文欠                     |
| 11:36 | 藤原伊勢人、始めて鞍馬寺を建てたる語                               | 散逸した『鞍馬寺縁起』     |
| 11:37 | 修行の僧明練、始めて信貴山を建てたる語                             | 出典不明                   |
| 11:38 | □始めて竜門寺を建てたる語                                          | 散逸した『竜蓋寺記』か     |

## 巻第十二　本朝　付 仏法
| 番号  | 題名                                                   | 出典等                   |
| ----- | ------------------------------------------------------ | ------------------------ |
| 12:01 | 越後の国の神融聖人、雷を縛りて塔を起てたる語           | 『法華験記』             |
| 12:02 | 遠江の国の丹生茅上、塔を起てたる語                     | 『日本霊異記』           |
| 12:03 | 山階寺にして、維摩会を行へる語                         | 『三宝絵』               |
| 12:04 | 大極殿にして、御斉会を行はれたる語                     | 『三宝絵』               |
| 12:05 | 薬師寺にして、最勝会を行へる語                         | 『三宝絵』               |
| 12:06 | 山階寺にして、涅槃会を行へる語                         | 『三宝絵』               |
| 12:07 | 東大寺にして、花厳会を行へる語                         | 『東大寺要録』に同話     |
| 12:08 | 薬師寺にして、万灯会を行へる語                         | 『三宝絵』               |
| 12:09 | 比叡の山にして、舎利会を行へる語                       | 冒頭は『三宝絵』         |
| 12:10 | 石清水にして、放生会を行へる語                         | 出典不明                 |
| 12:11 | 修行の僧広達、橋の木を以て仏の像を造れる語             | 『日本霊異記』           |
| 12:12 | 修行の僧、砂の底より仏の像を堀り出せる語               | 『日本霊異記』           |
| 12:13 | 和泉の国の尽恵寺の銅の像、盗人の為に壊られたる語       | 『日本霊異記』           |
| 12:14 | 紀伊の国の人、海に漂ひ仏の助けに依りて命を存したる語   | 『日本霊異記』           |
| 12:15 | 貧しき女、仏の助けに依りて富貴を得たる語               | 『日本霊異記』           |
| 12:16 | 獦者（かりびと）、仏の助けに依りて王難を免れたる語     | 『日本霊異記』           |
| 12:17 | 尼、盗まれたる所の持仏に自然に値ひ奉れる語             | 『日本霊異記』           |
| 12:18 | 河内の国の八多寺の仏、火に焼けざりし語                 | 『日本霊異記』           |
| 12:19 | 薬師仏、身より薬を出して盲女に与へたる語               | 『日本霊異記』           |
| 12:20 | 薬師寺の食堂焼けて、金堂焼けざりし語                   | 『薬師寺縁起』に関連記事 |
| 12:21 | 山階寺焼けて、更に建立せる間の語                       | 『古本説話集』に同話     |
| 12:22 | 法成寺にして、絵像の大日を供養せる語                   | 出典不明                 |
| 12:23 | 法成寺の薬師堂にして例時を始めし日に、瑞相を現じたる語 | 出典不明                 |
| 12:24 | 関寺に駆ひし牛、迦葉仏の化せる語                       | 『古本説話集』に同話     |
| 12:25 | 伊賀の国の人の母、牛に生まれて子の家に来れる語         | 『日本霊異記』           |
| 12:26 | 法華経を入れ奉れる筥、自然に延びたる語                 | 『日本霊異記』           |
| 12:27 | 魚化して法花経と成れる語                               | 『日本霊異記』           |
| 12:28 | 肥後の国の書生、羅刹の難を免れたる語                   | 『法華験記』             |
| 12:29 | 沙弥の持てる所の法花経、焼け給はざりし語               | 『日本霊異記』           |
| 12:30 | 尼願西の持てる所の法花経、焼け給はざりし語             | 前半は『法華験記』       |
| 12:31 | 僧死にて後、舌残りて山に在りて法花を誦せる語           | 『日本霊異記』           |
| 12:32 | 横川の源信僧都の語                                     | 『法華験記』             |
| 12:33 | 多武の峰の増賀聖人の語                                 | 『法華験記』             |
| 12:34 | 書写の山の性空聖人の語                                 | 『性空聖人伝』           |
| 12:35 | 神名の睿実持経者の語                                   | 『法華験記』             |
| 12:36 | 天王寺の別当、道命阿闍梨の語                           | 『法華験記』             |
| 12:37 | 信誓阿闍梨、経の力に依りて父母を活へらしめたる語       | 『法華験記』             |
| 12:38 | 天台の円久、葛木山にして仙人の誦経を聞ける語           | 『法華験記』             |
| 12:39 | 愛宕護の山の好延持経者の語                             | 『法華験記』             |
| 12:40 | 金峰山の薊（あざみ）の嶽の良算持経者の語               | 『法華験記』             |

## 巻第十三　本朝　付 仏法
| 番号  | 題名                                                             | 出典等       |
| ----- | ---------------------------------------------------------------- | ------------ |
| 13:01 | 修行の僧義睿、大峰の持経仙に値へる語                             | 『法華験記』 |
| 13:02 | 葛川に籠りし僧、比良の山の持経仙に値へる語                       | 『法華験記』 |
| 13:03 | 陽勝、苦行を修して仙人と成れる語                                 | 『法華験記』 |
| 13:04 | 下野の国の僧、古き仙の洞に住せる語                               | 『法華験記』 |
| 13:05 | 摂津の国の菟原の僧慶日の語                                       | 『法華験記』 |
| 13:06 | 摂津の国の多〃院の持経者の語                                     | 『法華験記』 |
| 13:07 | 比叡の山の西塔の僧道栄の語                                       | 『法華験記』 |
| 13:08 | 法性寺の尊勝院の僧道乗の語                                       | 『法華験記』 |
| 13:09 | 理満持経者、経の験を顕はせる語                                   | 『法華験記』 |
| 13:10 | 春朝持経者、経の験を顕はせる語                                   | 『法華験記』 |
| 13:11 | 一叡持経者、屍骸の読誦の音を聞ける語                             | 『法華験記』 |
| 13:12 | 長楽寺の僧、山にして入定の尼を見たる語                           | 出典不明     |
| 13:13 | 出羽の国の竜花寺の妙達和尚の語                                   | 『法華験記』 |
| 13:14 | 加賀の国の翁和尚、法花経を読誦せる語                             | 『法華験記』 |
| 13:15 | 東大寺の僧仁鏡、法花を読誦せる語                                 | 『法華験記』 |
| 13:16 | 比叡の山の僧光日、法花を読誦せる語                               | 『法華験記』 |
| 13:17 | 雲浄持経者、法花を誦して蛇の難を免れたる語                       | 『法華験記』 |
| 13:18 | 信濃の国の盲僧、法花を誦して両の眼を開ける語                     | 『法華験記』 |
| 13:19 | 平願持経者、法花経を誦して死を免れたる語                         | 『法華験記』 |
| 13:20 | 石山の好尊聖人、法花経を誦して難を免れたる語                     | 『法華験記』 |
| 13:21 | 比叡の山の僧長円、法花を誦して霊験を施せる語                     | 『法華験記』 |
| 13:22 | 筑前の国の僧蓮照、身を諸の虫に食はしめたる語                     | 『法華験記』 |
| 13:23 | 仏蓮聖人、法花を誦して護法を順へたる語                           | 『法華験記』 |
| 13:24 | 一宿の聖人行空、法花を誦せる語                                   | 『法華験記』 |
| 13:25 | 周防の国の基灯聖人、法花を誦せる語                               | 『法華験記』 |
| 13:26 | 筑前の国の女、法花を誦して盲ひを開ける語                         | 『法華験記』 |
| 13:27 | 比叡の山の僧玄常、法花の四要品を誦せる語                         | 『法華験記』 |
| 13:28 | 蓮長持経者、法花を誦して加護を得たる語                           | 『法華験記』 |
| 13:29 | 比叡の山の僧明秀の骸、法花経を誦せる語                           | 『法華験記』 |
| 13:30 | 比叡の山の僧広清の髑髏、法花を誦せる語                           | 『法華験記』 |
| 13:31 | 備前の国の人、出家して法花経を誦せる語                           | 『法華験記』 |
| 13:32 | 比叡の山の西塔の僧法寿、法花を誦せる語                           | 『法華験記』 |
| 13:33 | 竜、法花の読誦を聞き、持者の語らひに依りて雨を降らして死にたる語 | 『法華験記』 |
| 13:34 | 天王寺の僧道公、法花を誦して道祖を教へる語                       | 『法華験記』 |
| 13:35 | 僧源尊、冥途に行きて法花を誦して活へれる語                       | 『法華験記』 |
| 13:36 | 女人、法花経を誦して浄土を見たる語                               | 『法華験記』 |
| 13:37 | 無慚破戒の僧、法花の寿量一品を誦せる語                           | 『法華験記』 |
| 13:38 | 盗人、法花の四要品を誦して難を免れたる語                         | 出典不明     |
| 13:39 | 出雲の国の花厳法花二人の持者の語                                 | 『法華験記』 |
| 13:40 | 陸奥の国の法花最勝二人の持者の語                                 | 『法華験記』 |
| 13:41 | 法花経金剛般若二人の持者の語                                     | 『法華験記』 |
| 13:42 | 六波羅の僧講仙、法花を説くを聞きて益を得たる語                   | 『法華験記』 |
| 13:43 | 女子、死にて蛇の身を受け、法花を説くを聞きて得脱せる語           | 出典不明     |
| 13:44 | 定法寺の別当、法花を説くを聞きて益を得たる語                     | 『法華験記』 |

## 巻第十四　本朝　付 仏法
| 番号  | 題名                                                         | 出典等                                 |
| ----- | ------------------------------------------------------------ | -------------------------------------- |
| 14:01 | 無空律師を救はむが為に、枇杷の大臣法花を写せる語             | 『法華験記』                           |
| 14:02 | 信濃の国、蛇と鼠との為に法花を写して苦を救へる語             | 『法華験記』                           |
| 14:03 | 紀伊の国の道成寺の僧、法花を写して蛇を救へる語               | 『法華験記』。 ※道成寺の安珍・清姫伝説 |
| 14:04 | 女、法花の力に依りて蛇身を転じて天に生まれたる語             | 出典不明                               |
| 14:05 | 野干の死にたるを救はむが為に、法花を写せる人の語             | 『法華験記』                           |
| 14:06 | 越後の国の国寺の僧、猿の為に法花を写せる語                   | 『法華験記』                           |
| 14:07 | 修行の僧、越中の立山に至りて小き女に会ひたる語               | 『法華験記』                           |
| 14:08 | 越中の国の書生の妻、死にて立山の地獄に堕ちたる語             | 出典不明                               |
| 14:09 | 美作の国の鉄堀り、穴に入りて、法花の力に依りて穴を出でたる語 | 『法華験記』                           |
| 14:10 | 陸奥の国の壬生良門、悪を棄てて善に趣きて法花を写せる語       | 『法華験記』                           |
| 14:11 | 天王寺、八講の為に法隆寺にして太子の疏（しよ）を写せる語     | 出典不明                               |
| 14:12 | 醍醐の僧恵増、法花を持ちて前生を知れる語                     | 『法華験記』                           |
| 14:13 | 入道覚念、法花を持ちて前生を知れる語                         | 『法華験記』                           |
| 14:14 | 僧行範、法花経を持ちて前世の報いを知れる語                   | 『法華験記』                           |
| 14:15 | 越中の国の僧海蓮、法花を持ちて前世の報いを知れる語           | 『法華験記』                           |
| 14:16 | 元興寺の蓮尊、法花経を持ちて前世の報いを知れる語             | 『法華験記』                           |
| 14:17 | 金峰山の僧転乗、法花を持ちて前世を知れる語                   | 『法華験記』                           |
| 14:18 | 僧明蓮、法花を持ちて前世を知れる語                           | 『法華験記』                           |
| 14:19 | 備前の国の盲人、前世を知りて法花を持てる語                   | 『法華験記』                           |
| 14:20 | 僧安勝、法花を持ちて前生の報いを知れる語                     | 『法華験記』                           |
| 14:21 | 比睿の山の横川の永慶聖人、法花を誦して前世を知れる語         | 『法華験記』                           |
| 14:22 | 比睿の山の西塔の僧春命、法花を読誦して前生を知れる語         | 『法華験記』                           |
| 14:23 | 近江の国の僧頼真、法花を誦して前生を知れる語                 | 『法華験記』                           |
| 14:24 | 比睿の山の東塔の僧朝禅、法花を誦して前世を知れる語           | 『法華験記』                           |
| 14:25 | 山城の国の神奈比寺の聖人、法花を誦して前世の報いを知れる語   | 『法華験記』                           |
| 14:26 | 丹治比の経師、不信にして法花を写して死にたる語               | 『日本霊異記』                         |
| 14:27 | 阿波の国の人、法花を写す人を謗りて現報を得たる語             | 『日本霊異記』                         |
| 14:28 | 山城の国の高麗寺の栄常、法花を謗りて現報を得たる語           | 『日本霊異記』                         |
| 14:29 | 橘敏行、願を発して冥途より返れる語                           | 『宇治拾遺物語』に同話                 |
| 14:30 | 大伴忍勝、願を発して冥途より返れる語                         | 『日本霊異記』                         |
| 14:31 | 利荊女、心経を誦して冥途より返れる語                         | 『日本霊異記』                         |
| 14:32 | 百済の僧義覚、心経を誦して霊験を施せる語                     | 『日本霊異記』                         |
| 14:33 | 僧長義、金剛般若の験に依りて盲ひたるを開ける語               | 『日本霊異記』                         |
| 14:34 | 壱演僧正、金剛般若を誦して霊験を施せる語                     | 出典不明                               |
| 14:35 | 極楽寺の僧、仁王経を誦して霊験を施せる語                     | 古本説話集などに同話                   |
| 14:36 | 伴義通、方広経を誦せしめて聾ひたるを開ける語                 | 『日本霊異記』                         |
| 14:37 | 方広経を誦せしめて父の牛と成れるを知れる語                   | 『日本霊異記』                         |
| 14:38 | 方広経を誦せる僧、海に入りて、死なずして返り来れる語         | 『日本霊異記』、『三宝絵』             |
| 14:39 | 源信内供、横川にして涅槃経を供養せる語                       | 出典不明                               |
| 14:40 | 弘法大師、修円僧都と挑める語                                 | 出典不明                               |
| 14:41 | 弘法大師、請雨経の法を修して雨を降らせたる語                 | 『打聞集』に同話                       |
| 14:42 | 尊勝陀羅尼の験力に依りて、鬼の難を遁れたる語                 | 『古本説話集』などに同話               |
| 14:43 | 千手陀羅尼の験力に依りて、蛇の難を遁れたる語                 | 出典不明                               |
| 14:44 | 山の僧、幡磨の明石に宿りて、貴き僧に値へる語                 | 『真言伝』に同話                       |
| 14:45 | 調伏の法の験に依りて、利仁の将軍死にたる語                   | 出典不明                               |

## 巻第十五　本朝　付 仏法
| 番号  | 題名                                           | 出典等                           |
| ----- | ---------------------------------------------- | -------------------------------- |
| 15:01 | 元興寺の智光・頼光、往生せる語                 | 『日本往生極楽記』               |
| 15:02 | 元興寺の隆海律師、往生せる語                   | 『日本往生極楽記』               |
| 15:03 | 東大寺の戒壇の和上明祐、往生せる語             | 『日本往生極楽記』               |
| 15:04 | 薬師寺の済源僧都、往生せる語                   | 『宇治拾遺物語』に同話           |
| 15:05 | 比叡の山の定心院の僧成意、往生せる語           | 『日本往生極楽記』               |
| 15:06 | 比叡の山の頸の下に癭（こぶ）有る僧、往生せる語 | 『日本往生極楽記』               |
| 15:07 | 梵釈寺の住僧兼算、往生せる語                   | 『日本往生極楽記』               |
| 15:08 | 比叡の山の横川の尋静、往生せる語               | 『日本往生極楽記』               |
| 15:09 | 比叡の山の定心院の供僧春素、往生せる語         | 『日本往生極楽記』               |
| 15:10 | 比叡の山の僧明清、往生せる語                   | 『日本往生極楽記』               |
| 15:11 | 比叡の山の西塔の僧仁慶、往生せる語             | 『法華験記』                     |
| 15:12 | 比叡の山の横川の境妙、往生せる語               | 『法華験記』                     |
| 15:13 | 石山の僧真頼、往生せる語                       | 『日本往生極楽記』               |
| 15:14 | 醍醐の観幸入寺、往生せる語                     | 出典不明                         |
| 15:15 | 比叡の山の僧長増、往生せる語                   | 出典不明                         |
| 15:16 | 比叡の山の千観内供、往生せる語                 | 『日本往生極楽記』               |
| 15:17 | 法広寺の僧平珍、往生せる語                     | 『日本往生極楽記』               |
| 15:18 | 如意寺の僧増祐、往生せる語                     | 『日本往生極楽記』               |
| 15:19 | 陸奥の国の小松寺の僧玄海、往生せる語           | 『日本往生極楽記』               |
| 15:20 | 信濃の国の如法寺の僧薬連、往生せる語           | 『日本往生極楽記』               |
| 15:21 | 大日寺の僧広道、往生せる語                     | 『日本往生極楽記』               |
| 15:22 | 雲林院の菩提講を始めたる聖人、往生せる語       | 『宇治拾遺物語』に同話           |
| 15:23 | 丹後の国の迎講を始めたる聖人、往生せる語       | 出典不明                         |
| 15:24 | 鎮西の千日講を行ひたる聖人、往生せる語         | 出典不明                         |
| 15:25 | 摂津の国の樹の上の人、往生せる語               | 『日本往生極楽記』               |
| 15:26 | 幡磨の国の賀古の駅の教信、往生せる語           | 『日本往生極楽記』               |
| 15:27 | 北山の餌取の法師、往生せる語                   | 出典不明                         |
| 15:28 | 鎮西の餌取の法師、往生せる語                   | 『法華験記』                     |
| 15:29 | 加賀の国の僧尋寂、往生せる語                   | 『法華験記』                     |
| 15:30 | 美濃の国の僧薬延、往生せる語                   | 『法華験記』                     |
| 15:31 | 比叡の山の入道真覚、往生せる語                 | 『日本往生極楽記』               |
| 15:32 | 河内の国の入道尋祐、往生せる語                 | 『日本往生極楽記』               |
| 15:33 | 源憩、病に依りて出家し往生せる語               | 『日本往生極楽記』               |
| 15:34 | 高階良臣、病に依りて出家し往生せる語           | 『日本往生極楽記』、『法華験記』 |
| 15:35 | 高階成順入道、往生せる語                       | 『法華験記』                     |
| 15:36 | 小松天皇の御孫の尼、往生せる語                 | 『日本往生極楽記』               |
| 15:37 | 池上の寛忠僧都の妹の尼、往生せる語             | 『日本往生極楽記』               |
| 15:38 | 伊勢の国の飯高の郡の尼、往生せる語             | 『日本往生極楽記』               |
| 15:39 | 源信僧都の母の尼、往生せる語                   | 三国伝記に同話                   |
| 15:40 | 睿桓聖人の母の尼釈妙、往生せる語               | 『法華験記』                     |
| 15:41 | 鎮西の筑前の国の流浪せる尼、往生せる語         | 出典不明                         |
| 15:42 | 義孝の小将、往生せる語                         | 部分的に『日本往生極楽記』       |
| 15:43 | 丹波の中将雅通、往生せる語                     | 『法華験記』                     |
| 15:44 | 伊予の国の越智益躬、往生せる語                 | 『法華験記』                     |
| 15:45 | 越中の前司藤原仲遠、兜率に往生せる語           | 『法華験記』                     |
| 15:46 | 長門の国の阿武大夫、兜率に往生せる語           | 『法華験記』                     |
| 15:47 | 悪業を造れる人、最後に念仏を唱へて往生せる語   | 『宝物集』に同話                 |
| 15:48 | 近江守彦真の妻伴氏、往生せる語                 | 『日本往生極楽記』               |
| 15:49 | 右大弁藤原佐世の妻、往生せる語                 | 『日本往生極楽記』               |
| 15:50 | 女の藤原氏、往生せる語                         | 『日本往生極楽記』               |
| 15:51 | 伊勢の国の飯高の郡の老いたる嫗、往生せる語     | 『日本往生極楽記』               |
| 15:52 | 加賀の国□郡の女、往生せる語                    | 『日本往生極楽記』               |
| 15:53 | 近江の国の坂田の郡の女、往生せる語             | 『日本往生極楽記』               |
| 15:54 | 仁和寺の観峰威儀師の従の童、往生せる語         | 出典不明                         |

## 巻第十六　本朝　付 仏法
| 番号  | 題名                                                         | 出典等                                                   |
| ----- | ------------------------------------------------------------ | -------------------------------------------------------- |
| 16:01 | 僧行善、観音の助けに依りて震旦より帰り来れる語               | 『日本霊異記』                                           |
| 16:02 | 伊予の国の越智直、観音の助けに依りて震旦より返り来れる語     | 『日本霊異記』                                           |
| 16:03 | 周防の国の判官代、観音の助けに依りて命を存したる語           | 『法華験記』                                             |
| 16:04 | 丹後の国の成合観音の霊験の語                                 | 『古本説話集』に同話                                     |
| 16:05 | 丹波の国の郡司、観音の像を造れる語                           | 『法華験記』などに同話                                   |
| 16:06 | 陸奥の国の鷹取の男、観音の助けに依りて命を存したる語         | 『法華験記』                                             |
| 16:07 | 越前の国の敦賀の女、観音の利益を蒙れる語                     | 『宇治拾遺物語』に同話                                   |
| 16:08 | 殖槻寺の観音、貧しき女を助け給へる語                         | 後半は『日本霊異記』                                     |
| 16:09 | 女人、清水の観音に仕りて、利益を蒙れる語                     | 『三国伝記』に同話                                       |
| 16:10 | 女人、穂積寺の観音の利益を蒙れる語                           | 『日本霊異記』                                           |
| 16:11 | 観音の落ちたる御頭、自然に継ぎたる語                         | 『日本霊異記』                                           |
| 16:12 | 観音、火の難を遁れむが為に堂を去り給へる語                   | 『日本霊異記』                                           |
| 16:13 | 観音、人の為に盗まれて後、自ら現じ給へる語                   | 『日本霊異記』                                           |
| 16:14 | 御手代東人、観音を念じて富を得むと願へる語                   | 『日本霊異記』                                           |
| 16:15 | 観音に仕りし人、竜宮に行きて富を得たる語                     | 出典不明                                                 |
| 16:16 | 山城の国の女人、観音の助けに依りて蛇の難を遁れたる語         | 『法華験記』                                             |
| 16:17 | 備中の国の賀陽良藤、狐の夫と為りて観音の助けを得たる語       | 『善家秘記』に同話                                       |
| 16:18 | 石山の観音、人を利せむが為に和歌の末を付けたる語             | 出典不明                                                 |
| 16:19 | 新羅の后、国王の咎を蒙りて長谷の観音の助けを得たる語         | 『宇治拾遺物語』に同話                                   |
| 16:20 | 鎮西より上りし人、観音の助けに依りて賊の難を遁れ命を持てる語 | 長谷寺霊験記に同話                                       |
| 16:21 | 鎮西に下りし女、観音の助けに依りて賊の難を遁れ命を持てる語   | 出典不明                                                 |
| 16:22 | 瘂（おふし）の女、石山の観音の助けに依りて言を得たる語       | 『三国伝記』に同話                                       |
| 16:23 | 盲人、観音の助けに依りて眼を開ける語第二十三                 | 『日本霊異記』                                           |
| 16:24 | 錯りて海に入りし人、観音の助けに依りて命を存したる語         | 出典不明                                                 |
| 16:25 | 島に放たれし人、観音の助けに依りて命を存したる語             | 『法華験記』                                             |
| 16:26 | 盗人、箭を負ひて、観音の助けに依りて当らずして命を存したる語 | 『法華験記』                                             |
| 16:27 | 観音の助けに依りて、寺の銭を借りて、自然ら償へる語           | 『日本霊異記』                                           |
| 16:28 | 長谷に参りし男、観音の助けに依りて富を得たる語               | 『古本説話集』、『宇治拾遺物語』に同話。わらしべ長者伝。 |
| 16:29 | 長谷の観音に仕りし貧しき男、金の死人を得たる語               | 出典不明                                                 |
| 16:30 | 貧しき女、清水の観音に仕りて御帳を給はれる語                 | 『古本説話集』、『宇治拾遺物語』に同話                   |
| 16:31 | 貧しき女、清水の観音に仕りて金を給はれる語                   | 出典不明                                                 |
| 16:32 | 隠形の男、六角堂の観音の助けに依りて身を顕はせる語           | 出典不明                                                 |
| 16:33 | 貧しき女、清水の観音に仕りて助けを得たる語                   | 出典不明                                                 |
| 16:34 | 無縁の僧、清水の観音に仕りて乞食の聟と成り便を得たる語       | 出典不明                                                 |
| 16:35 | 筑前の国の人、観音に仕りて浄土に生まれたる語                 | 『法華験記』                                             |
| 16:36 | 醍醐の僧蓮秀、観音に仕りて活へるを得たる語                   | 『法華験記』                                             |
| 16:37 | 清水に二千度詣したる男、双六に打入れたる語                   | 『古本説話集』、『宇治拾遺物語』に同話                   |
| 16:38 | 紀伊の国の人、邪見不信にして現罰を蒙れる語                   | 『日本霊異記』                                           |
| 16:39 | 招提寺の千手観音、盗人に値ひて辞びて取られざりし語           | 出典不明。後半欠                                         |
| 16:40 | 十一面観音、老翁に変じて山崎の橋柱に立ちたる語               | 本文欠                                                   |

## 巻第十七　本朝　付 仏法
| 番号  | 題名                                                     | 出典等                                 |
| ----- | -------------------------------------------------------- | -------------------------------------- |
| 17:01 | 地蔵菩薩の変化に値遇せむと願ふ僧の語                     | 散逸した『地蔵菩薩霊験記』             |
| 17:02 | 紀用方、地蔵菩薩に仕りて利益を蒙る語                     | 散逸した『地蔵菩薩霊験記』             |
| 17:03 | 地蔵菩薩、小僧の形に変じて箭を受くる語                   | 散逸した『地蔵菩薩霊験記』             |
| 17:04 | 地蔵菩薩を念ずるに依りて、主に殺さるる難を遁るる語       | 散逸した『地蔵菩薩霊験記』             |
| 17:05 | 夢の告に依りて泥の中従り地蔵を堀り出だす語               | 散逸した『地蔵菩薩霊験記』             |
| 17:06 | 地蔵菩薩、火の難に値ひて自ら堂を出づる語                 | 散逸した『地蔵菩薩霊験記』             |
| 17:07 | 地蔵菩薩の教へに依りて幡磨の国の清水寺を始むる語         | 散逸した『地蔵菩薩霊験記』             |
| 17:08 | 沙弥蔵念世に地蔵の変化と称る語                           | 散逸した『地蔵菩薩霊験記』             |
| 17:09 | 僧浄源、地蔵を祈りて絹を老たる母に与ふる語               | 散逸した『地蔵菩薩霊験記』             |
| 17:10 | 僧仁康、地蔵を祈念して疫癘の難を遁るる語                 | 散逸した『地蔵菩薩霊験記』             |
| 17:11 | 駿河の国の富士の神主、地蔵を帰依する語                   | 散逸した『地蔵菩薩霊験記』             |
| 17:12 | 地蔵を改め綵色する人、夢の告を得る語                     | 散逸した『地蔵菩薩霊験記』             |
| 17:13 | 伊勢の国の人、地蔵の助けに依りて命を存する語             | 散逸した『地蔵菩薩霊験記』             |
| 17:14 | 地蔵の示に依りて鎮西従り愛宕護に移る僧の語               | 散逸した『地蔵菩薩霊験記』             |
| 17:15 | 地蔵の示に依りて愛宕護従り伯耆の大山に移る僧の語         | 散逸した『地蔵菩薩霊験記』             |
| 17:16 | 伊豆の国大島の郡に地蔵寺を建つる語                       | 散逸した『地蔵菩薩霊験記』             |
| 17:17 | 東大寺の蔵満、地蔵の助けに依りて活へるを得る語           | 散逸した『地蔵菩薩霊験記』             |
| 17:18 | 備中の国の僧阿清、地蔵の助けに依りて活へるを得る語       | 散逸した『地蔵菩薩霊験記』             |
| 17:19 | 三井寺の浄照、地蔵の助けに依りて活へるを得る語           | 散逸した『地蔵菩薩霊験記』             |
| 17:20 | 幡磨の国の公真、地蔵の助けに依りて活へるを得る語         | 出典不明                               |
| 17:21 | 但馬の前司□国挙、地蔵の助けに依りて活へるを得る語        | 散逸した『地蔵菩薩霊験記』             |
| 17:22 | 賀茂盛孝、地蔵の助けに依りて活へるを得る語               | 散逸した『地蔵菩薩霊験記』             |
| 17:23 | 地蔵の助けに依りて活へる人、六地蔵を造る語               | 散逸した『地蔵菩薩霊験記』             |
| 17:24 | 聊に地蔵菩薩を敬ひて活へるを得る人の語                   | 散逸した『地蔵菩薩霊験記』             |
| 17:25 | 地蔵を造る仏師を養ひて活へるを得る人の語                 | 散逸した『地蔵菩薩霊験記』             |
| 17:26 | 亀を買ひて放ちし男、地蔵の助けに依りて活へるを得る語     | 散逸した『地蔵菩薩霊験記』             |
| 17:27 | 越中立山の地獄に堕つる女、地蔵の助けを蒙る語             | 散逸した『地蔵菩薩霊験記』             |
| 17:28 | 京に住む女人、地蔵の助けに依りて活へるを得る語           | 散逸した『地蔵菩薩霊験記』             |
| 17:29 | 陸奥の国の女人、地蔵の助けに依りて活へるを得る語         | 散逸した『地蔵菩薩霊験記』             |
| 17:30 | 下野の国の僧、地蔵の助けに依りて死期を知る語             | 散逸した『地蔵菩薩霊験記』             |
| 17:31 | 説経の僧祥蓮、地蔵の助けに依りて苦を免かるる語           | 散逸した『地蔵菩薩霊験記』             |
| 17:32 | 上総守時重、法花を書写して地蔵の助けを蒙る語             | 散逸した『地蔵菩薩霊験記』             |
| 17:33 | 比叡の山の僧、虚空蔵の助けに依りて智を得る語             | 出典不明                               |
| 17:34 | 弥勒菩薩、柴の上に化し給ふ語                             | 『日本霊異記』                         |
| 17:35 | 弥勒、盗人の為に壊られ叫び給ふ語                         | 『日本霊異記』                         |
| 17:36 | 文殊、行基に生まれ女人を見て悪み給ふ語                   | 『日本霊異記』                         |
| 17:37 | 行基菩薩、女人に悪しき子を教へ給ふ語                     | 『日本霊異記』                         |
| 17:38 | 律師清範の文殊の化身なることを知る語                     | 出典不明                               |
| 17:39 | 西の石蔵の仙久の普賢の化身なることを知る語               | 『法華験記』                           |
| 17:40 | 僧光空、普賢の助けに依りて命を存する語                   | 『法華験記』                           |
| 17:41 | 僧貞遠、普賢の助けに依りて難を遁るる語                   | 『法華験記』                           |
| 17:42 | 但馬の国の古寺に於て毘沙門、牛頭の鬼を伏して僧を助くる語 | 『法華験記』                           |
| 17:43 | 鞍馬寺に籠りて羅刹鬼の難を遁るる僧の語                   | 散逸した『鞍馬寺縁起』                 |
| 17:44 | 僧、毘沙門の助けに依りて金を産ましめて便を得る語         | 出典不明                               |
| 17:45 | 吉祥天女の摂像を犯し奉る人の語                           | 『日本霊異記』                         |
| 17:46 | 王衆の女、吉祥天に仕りて富貴を得る語                     | 『日本霊異記』                         |
| 17:47 | 生江世経、吉祥天女に仕りて富貴を得る語                   | 『古本説話集』、『宇治拾遺物語』に同話 |
| 17:48 | 妙見菩薩の助けに依りて盗まるる絹を得る語                 | 『日本霊異記』                         |
| 17:49 | 金就優婆塞、執金剛神に修行する語                         | 『日本霊異記』                         |
| 17:50 | 元興寺の中門の夜叉、霊験を施す語 （冒頭以外欠文）        | 出典不明                               |

## 巻第十八
欠

## 巻第十九　本朝　付 仏法
| 番号  | 題名                                                   | 出典等                                 |
| ----- | ------------------------------------------------------ | -------------------------------------- |
| 19:01 | 頭の少将良峰宗貞出家する語                             | 出典不明                               |
| 19:02 | 参河守大江定基出家する語                               | 『宇治拾遺物語』に同話                 |
| 19:03 | 内記慶滋の保胤出家する語                               | 前半は『宇治拾遺物語』と同話           |
| 19:04 | 摂津守源満仲出家する語                                 | 宝物集に同話                           |
| 19:05 | 六宮の姫君の夫出家する語                               | 『古本説話集』に同話                   |
| 19:06 | 鴨の雌、雄の死せる所に来たるを見て出家する人の語       | 出典不明                               |
| 19:07 | 丹後守保昌朝臣の郎等、母の鹿と成りたるを射て出家する語 | 出典不明                               |
| 19:08 | 西の京に鷹を仕ふ者、夢を見て出家する語                 | 散逸した『宇治大納言物語』か           |
| 19:09 | 小児に依りて硯を破る侍出家する語                       | 出典不明                               |
| 19:10 | 春宮の蔵人宗正出家する語                               | 出典不明                               |
| 19:11 | 信濃の国の王藤観音出家する語                           | 『古本説話集』、『宇治拾遺物語』に同話 |
| 19:12 | 鎮西の武蔵寺に於て翁出家する語                         | 『宇治拾遺物語』に同話                 |
| 19:13 | 越前守藤原孝忠の侍出家する語                           | 『古本説話集』、『宇治拾遺物語』に同話 |
| 19:14 | 讃岐の国の多度の郡の五位、法を聞きて即ち出づる語       | 出典不明                               |
| 19:15 | 公任大納言、出家して長谷に籠居する語 第十六 （本文欠） |                                        |
| 19:17 | 村上天皇の御子大斉院の出づる語                         | 『古本説話集』に同話                   |
| 19:18 | 三条の大皇大后の宮の出家したまふ語                     | 前半は『宇治拾遺物語』に同話           |
| 19:19 | 東大寺の僧、山に於て死にたる僧に値ふ語                 | 出典不明                               |
| 19:20 | 大安寺の別当の娘の許に蔵人の通ふ語                     | 『宇治拾遺物語』に同話                 |
| 19:21 | 仏物の餅を以て酒を造り蛇を見る語                       | 出典不明                               |
| 19:22 | 寺の別当の許の麦縄、蛇と成る語                         | 出典不明                               |
| 19:23 | 般若寺の覚縁律師の弟子の僧、師の遺言を信ふ語           | 出典不明                               |
| 19:24 | 師に代りて太山府君の祭りの都状に入る僧の語             | 出典不明                               |
| 19:25 | 滝口藤原忠兼実の父得任を敬ふ語                         | 出典不明                               |
| 19:26 | 下野の公助、父敦行の為に打たれて逃げざる語             | 出典不明                               |
| 19:27 | 河辺に住む僧、洪水に値ひて子を棄て母を助くる語         | 出典不明                               |
| 19:28 | 僧蓮円、不軽の行を修して死にたる母の苦しびを救ふ語     | 出典不明                               |
| 19:29 | 亀、山陰中納言に恩を報ずる語                           | 出典不明                               |
| 19:30 | 亀、佰済の弘済に恩を報ずる語                           | 『日本霊異記』                         |
| 19:31 | 髑髏、高麗の僧道登に恩を報ずる語                       | 『日本霊異記』                         |
| 19:32 | 陸奥の国の神、守平維叙に恩を報ずる語                   | 出典不明                               |
| 19:33 | 東三条の内の神、僧に恩を報ずる語                       | 出典不明                               |
| 19:34 | 比叡の山の天狗、助けたる僧に恩を報ずる語 第三十五      | 出典不明                               |
| 19:36 | 薬師寺の舞人玉手公近、盗人に値ひて命を存する語         | 出典不明                               |
| 19:37 | 比叡の山の大智房の檜皮葺の語                           | 出典不明                               |
| 19:38 | 比叡の山の大鍾、風の為に吹き辷ばさるる語               | 出典不明                               |
| 19:39 | 美濃守の侍の五位、急難を遁れて命を存する語             | 出典不明                               |
| 19:40 | 検非違使忠明、清水に於て敵に値ひて命を存する語         | 『古本説話集』、『宇治拾遺物語』に同話 |
| 19:41 | 清水に参る女子、前の谷に落ち入りて死なざる語           | 『古本説話集』に同話                   |
| 19:42 | 滝蔵の礼堂倒れて数の人死ぬる語                         | 出典不明                               |
| 19:43 | 貧しき女の棄つる子を取りて養ふ女の語                   | 出典不明                               |
| 19:44 | 達智門の棄子に狗、蜜に来て乳を飲ましむる語             | 出典不明                               |

## 巻第二十　本朝　付 仏法
| 番号  | 題名                                                             | 出典等                 |
| ----- | ---------------------------------------------------------------- | ---------------------- |
| 20:01 | 天竺の天狗、海の水の音を聞きて此の朝に渡る語                     | 出典不明               |
| 20:02 | 震旦の天狗智羅永寿、此の朝に渡る語                               | 『真言伝』に同話       |
| 20:03 | 天狗、仏と現じて木末に坐す語                                     | 『宇治拾遺物語』に同話 |
| 20:04 | 天狗を祭る僧、内裏に参りて現に追はるる語                         | 『日本紀略』に相当記事 |
| 20:05 | 仁和寺の成典僧正、尼天狗に値ふ語                                 | 出典不明               |
| 20:06 | 仏眼寺の仁照阿闍梨の房に天狗の託きたる女来たる語                 | 出典不明               |
| 20:07 | 染殿の后、天宮の為に嬈乱（ねうらん）せらるる語                   | 『善家秘記』に同話     |
| 20:08 | 良源僧正、霊と成りて観音院に来たり余慶僧正を伏する語 第九        | 出典不明               |
| 20:10 | 陽成院の御代に滝口、金の使に行く語                               | 『宇治拾遺物語』に同話 |
| 20:11 | 竜王、天狗の為に取らるる語                                       | 出典不明               |
| 20:12 | 伊吹の山の三修禅師、天宮の迎へを得る語                           | 『宇治拾遺物語』に同話 |
| 20:13 | 愛宕護の山の聖人、野猪に謀らるる語                               | 『宇治拾遺物語』に同話 |
| 20:14 | 野干、人の形と変じて僧を請じて講師と為す語 第十五                | 『日本霊異記』         |
| 20:16 | 豊前の国の膳広国、冥途に行きて帰り来たる語                       | 『日本霊異記』         |
| 20:17 | 讃岐の国の人、冥途に行きて還り来たる語                           | 『日本霊異記』         |
| 20:18 | 讃岐の国の女冥途に行きて、其の魂還りて他の身に付く語             | 『日本霊異記』         |
| 20:19 | 橘磐島、使に賂ひして冥途に至らざる語                             | 『日本霊異記』         |
| 20:20 | 延興寺の僧恵脨（ゑらい）、悪業に依りて牛の身を受くる語           | 『日本霊異記』         |
| 20:21 | 武蔵の国の大伴赤麿、悪業に依りて牛の身を受くる語                 | 『日本霊異記』         |
| 20:22 | 紀伊の国名草の郡の人、悪業を造りて牛の身を受くる語               | 『日本霊異記』         |
| 20:23 | 比叡の山の横川の僧、小さき蛇の身を受くる語                       | 出典不明               |
| 20:24 | 奈良の馬庭の山寺の僧、邪見に依りて蛇の身を受くる語               | 『日本霊異記』         |
| 20:25 | 古京の人、乞食を打ちて現報を感ずる語                             | 『日本霊異記』         |
| 20:26 | 白髪部猪麿、乞食の鉢を打ち破りて現報を感ずる語                   | 『日本霊異記』         |
| 20:27 | 長屋親王、沙弥を罰ちて現報を感ずる語                             | 『日本霊異記』         |
| 20:28 | 大和の国の人、菟を捕へて現報を感ずる語                           | 『日本霊異記』         |
| 20:29 | 河内の国の人、馬を殺して現報を得る語                             | 『日本霊異記』         |
| 20:30 | 和泉の国の人、鳥の卵を焼き食ひて現報を得る語                     | 『日本霊異記』         |
| 20:31 | 大和の国の人、母の為に不孝なるに依りて現報を得る語               | 『日本霊異記』         |
| 20:32 | 古京の女、不孝なるが為に現報を感ずる語                           | 『日本霊異記』         |
| 20:33 | 吉志火麿、母を殺さむとして現報を得る語                           | 『日本霊異記』         |
| 20:34 | 出雲寺の別当浄覚、父の成りし鯰の肉を食ひて現報を得て忽ち死ぬる語 | 『宇治拾遺物語』に同話 |
| 20:35 | 比叡の山の僧心懐、嫉妬に依りて現報を感ずる語                     | 出典不明               |
| 20:36 | 河内守、慳貪に依りて現報を感ずる語                               | 出典不明               |
| 20:37 | 財に耽りて、娘を鬼の為に噉（だん）ぜられ悔ゆる語                 | 『日本霊異記』         |
| 20:38 | 石川の沙弥、悪業を造りて現報を得る語                             | 『日本霊異記』         |
| 20:39 | 清滝河の奥の聖人、慢を成して悔ゆる語                             | 『宇治拾遺物語』に同話 |
| 20:40 | 義紹院、知らぬ化人に施を返されて悔ゆる語                         | 出典不明               |
| 20:41 | 高市の中納言、正直に依りて神を感ぜしむる語                       | 『日本霊異記』         |
| 20:42 | 女人、心の風流に依りて感応を得て仙と成る語                       | 『日本霊異記』         |
| 20:43 | 勘文に依りて左右の大将慎むべきに、枇杷の大臣慎まざる語           | 『宇治拾遺物語』に同話 |
| 20:44 | 下毛野敦行、我が門徒り死人を出だす語                             | 『宇治拾遺物語』に同話 |
| 20:45 | 小野篁、情けに依りて西三条の大臣を助くる語                       | 出典不明               |
| 20:46 | 能登守、直しき心に依りて国を息め財を得る語                       | 出典不明               |

## 巻第二十一
欠

## 巻第二十二　本朝
| 番号  | 題名                                 | 出典等 |
| ----- | ------------------------------------ | --- |
| 22:01 | 大織冠、始めて藤原の姓を賜はる語     | 『日本書紀』に相当記事。乙巳の変                                                                                 |
| 22:02 | 淡海公を継ぐ四つの家の語             | 『大鏡』に同話                                                                                                   |
| 22:03 | 房前の大臣、北家を始むる語           | 『大鏡』に関連話                                                                                                 |
| 22:04 | 内麿の大臣、悪しき馬に乗る語         | 『大鏡』に関連話。藤原内麻呂 § 逸話を参照                                                                        |
| 22:05 | 閑院の冬嗣の右大臣并に子息の語       | 『大鏡』に関連話                                                                                                 |
| 22:06 | 堀河の大政大臣基経の語               | 『大鏡』に同話                                                                                                   |
| 22:07 | 高藤の内大臣の語                     | 『世継物語』に同話。 藤原高藤 § 逸話を参照                                                                       |
| 22:08 | 時平の大臣、国経の大納言の妻を取る語 | 前半は『大鏡』、後半は『世継物語』に同話。末尾欠。 谷崎潤一郎『少将滋幹の母』の原拠の一つ。藤原国経 § 逸話を参照 |

## 巻第二十三　本朝
| 番号  | 題名                                   | 出典等                                      |
| ----- | -------------------------------------- | ------------------------------------------- |
|       | 一～十二話は欠話                       |                                             |
| 23:13 | 平維衡同じき致頼、合戦をして咎を蒙る語 | 出典不明。平維衡と平致頼を参照              |
| 23:14 | 左衛門尉平致経、明尊僧正を導く語       | 出典不明                                    |
| 23:15 | 陸奥の前司橘則光、人を切り殺す語       | 『宇治拾遺物語』11巻8話に同話。橘則光を参照 |
| 23:16 | 駿河の前司橘季通、構へて逃ぐる語       | 『宇治拾遺物語』2巻9話に同話                |
| 23:17 | 尾張の国の女、美濃狐を伏する語         | 『日本霊異記』中巻4話。道場法師の孫娘の話   |
| 23:18 | 尾張の国の女、細畳を取り返す語         | 『日本霊異記』中巻27話。道場法師の孫娘の話  |
| 23:19 | 比叡の山の実因僧都の強力の語           | 出典不明                                    |
| 23:20 | 広沢の寛朝僧正の強力の語               | 『宇治拾遺物語』14巻2話に同話               |
| 23:21 | 大学の衆、相撲人成村を試むる語         | 『宇治拾遺物語』2巻13話に同話               |
| 23:22 | 相撲人海恒世、蛇に会ひて力を試むる語   | 『宇治拾遺物語』14巻3話に同話               |
| 23:23 | 相撲人私市宗平、鰐を投げ上ぐる語       | 出典不明                                    |
| 23:24 | 相撲人大井光遠が妹の強力の語           | 『宇治拾遺物語』13巻6話に同話               |
| 23:25 | 相撲人成村、常世と勝負する語           | 出典不明                                    |
| 23:26 | 兼時敦行競馬の勝負の語                 | 『古今著聞集』に同話                        |

## 巻第二十四　本朝　付 世俗
| 番号  | 題名                                             | 出典等                                                     |
| ----- | ------------------------------------------------ | ---------------------------------------------------------- |
| 24:01 | 北辺の大臣、長谷雄の中納言の語                   | 『世継物語』に同話                                         |
| 24:02 | 高陽親王、人形を造りて田の中に立つる語           | 出典不明                                                   |
| 24:03 | 小野宮の大饗に九条の大臣、打衣を得る語           | 『宇治拾遺物語』7巻6話に同話                               |
| 24:04 | 爪の上に於て勁刷を返す男と針を返す女の語         | 出典不明                                                   |
| 24:05 | 百済川成と飛弾の工と挑む語                       | 出典不明。百済河成を参照                                   |
| 24:06 | 碁擲の寛蓮、碁擲の女に値ふ語                     | 前半は『古事談』に同話                                     |
| 24:07 | 典薬の寮に行きて病を治する女の語                 | 出典不明                                                   |
| 24:08 | 女、医師の家に行きて瘡を治して逃ぐる語           | 出典不明                                                   |
| 24:09 | 蛇に嫁ぐ女を医師治する語                         | 『日本霊異記』中巻41話                                     |
| 24:10 | 震旦の僧長秀、此の朝に来て医師に仕はるる語       | 出典不明                                                   |
| 24:11 | 忠明、竜に値ふ者を治する語                       | 出典不明                                                   |
| 24:12 | 雅忠、人の家を見て瘡の病有を指す語               | 欠                                                         |
| 12:13 | 慈岳川人、地の神に追はるる語                     | 出典不明                                                   |
| 24:14 | 天文博士弓削是雄、夢を占ふ語                     | 『善家異説』                                               |
| 24:15 | 賀茂忠行、道を子の保憲に伝ふる語                 | 出典不明                                                   |
| 24:16 | 安倍晴明、忠行に随ひて道を習ふ語                 | 後半は『宇治拾遺物語』11巻3話に同話。安倍晴明を参照        |
| 24:17 | 保憲晴明と共に覆ふ物を占ふ語                     | 欠                                                         |
| 24:18 | 陰陽の術を以て人を殺す語                         | 『宇治拾遺物語』10巻9話に同話                              |
| 24:19 | 幡磨の国の陰陽師智徳法師の語                     | 出典不明                                                   |
| 24:20 | 人の妻悪霊と成り其の害を除く陰陽師の語           | 出典不明                                                   |
| 24:21 | 僧登照、朱雀門の倒るるを相ずる語                 | 出典不明                                                   |
| 24:22 | 俊平入道の弟、算の術を習ふ語                     | 『宇治拾遺物語』14巻11話に同話                             |
| 24:23 | 源博雅の朝臣、会坂の盲の許に行く語               | 『江談抄』に同話。蝉丸を参照                               |
| 24:24 | 玄象といふ琵琶、鬼の為に取らるる語               | 『江談抄』に類話。源博雅を参照                             |
| 24:25 | 三善清行の宰相と、紀長谷雄と口論の語             | 『江談抄』に同話                                           |
| 24:26 | 村上天皇と、菅原文時と詩を作り給ふ語             | 『江談抄』に同話                                           |
| 24:27 | 大江朝綱の家の尼、詩の読みを直す語               | 『江談抄』に同話                                           |
| 24:28 | 天神、御製の詩の読みを人の夢に示し給ふ語         | 『江談抄』に同話                                           |
| 24:29 | 藤原資業の作る詩を義忠難ずる語                   | 『江談抄』に同話                                           |
| 24:30 | 藤原為時、詩を作りて越前守に任ぜらるる語         | 『古事談』に同話。藤原為時を参照                           |
| 24:31 | 延喜の御屏風に伊勢の御息所、和歌を読む語         | 出典不明                                                   |
| 24:32 | 敦忠の中納言、南殿の桜を和歌に読む語             | 『宝物集』に同話                                           |
| 24:33 | 公任の大納言、屏風和歌を読む語                   | 『古本説話集』に同話                                       |
| 24:34 | 公任の大納言、白川の家に於て和歌を読む語         | 冒頭は『古本説話集』に同話                                 |
| 24:35 | 在原業平の中将、東の方に行きて和歌を読む語       | 『伊勢物語』                                               |
| 24:36 | 業平、右近の馬場に於て女を見て和歌を読む語       | 『伊勢物語』                                               |
| 24:37 | 藤原実方の朝臣、陸奥の国に於て和歌を読む語       | 『後拾遺和歌集』に同話                                     |
| 24:38 | 藤原道信の朝臣、父に送れて和歌を読む語           | 出典不明                                                   |
| 24:39 | 藤原義孝の朝臣、死にて後和歌を読む語             | 『後拾遺和歌集』に同話                                     |
| 24:40 | 円融院の御葬送の夜、朝光の卿和歌を読む語         | 『後拾遺和歌集』に同話                                     |
| 24:41 | 一条院の失せ給ひて後、上東門院和歌を読む語       | 『後拾遺和歌集』に同話                                     |
| 24:42 | 朱雀院の女御失せ給ひて後、女房和歌を読む語       | 出典不明                                                   |
| 24:43 | 土佐守紀貫之、子死にて和歌を読む語               | 『古本説話集』、『宇治拾遺物語』に同話。『土佐日記』に類話 |
| 24:44 | 安陪仲麿、唐に於て和歌を読む語                   | 『古今和歌集』に同話                                       |
| 24:45 | 小野篁、隠岐の国に流さるる時和歌を読む語         | 『古今和歌集』に同話                                       |
| 24:46 | 河原院に於て歌読共来たりて和歌を読む語           | 『古本説話集』に同話                                       |
| 24:47 | 伊勢の御息所、幼き時和歌を読む語                 | 『古本説話集』に同話                                       |
| 24:48 | 参河守大江定基、送り来たりて和歌を読む語         | 『古本説話集』に同話。寂照 § 逸話を参照                    |
| 24:49 | 七月十五日盆を立つる女、和歌を読む語             | 『古本説話集』に同話                                       |
| 24:50 | 筑前守源道済の侍の妻、最後に和歌を読みて死ぬる語 | 出典不明                                                   |
| 24:51 | 大江匡衡の妻赤染、和歌を読む語                   | 『古本説話集』に同話                                       |
| 24:52 | 大江匡衡、和琴を和歌に読む語                     | 前半は『古本説話集』に同話                                 |
| 24:53 | 祭主大中臣輔親、郭公を和歌に読む語               | 『後拾遺和歌集』に同話                                     |
| 24:54 | 陽成院の御子元良親王、和歌を読む度               | 出典不明                                                   |
| 24:55 | 大隅の国の郡司、和歌を読む語                     | 『古本説話集』、『宇治拾遺物語』に同話                     |
| 24:56 | 播磨の国の郡司の家の女、和歌を読む語             | 『宇治拾遺物語』に同話                                     |
| 24:57 | 藤原惟規、和歌を読みて免さるる語                 | 『俊頼髄脳』                                               |

## 巻第二十五　本朝　付 世俗
| 番号  | 題名                                                   | 出典等                                                              |
| ----- | ------------------------------------------------------ | ------------------------------------------------------------------- |
| 25:01 | 平将門、謀反を発し誅せらるる語                         | 『将門記』。平将門の乱                                              |
| 25:02 | 藤原純友、海賊に依りて誅せらるる語                     | 出典不明。『吉記』養和元年（1181年）8月20日に関連記事。藤原純友の乱 |
| 25:03 | 源充と平良文と合戦する語                               | 出典不明。平良文を参照                                              |
| 25:04 | 平維茂が郎等、殺さるる語                               | 出典不明                                                            |
| 25:05 | 平維茂、藤原諸任を罰つ語                               | 出典不明                                                            |
| 25:06 | 春宮の大進源頼光の朝臣、狐を射る語                     | 出典不明                                                            |
| 25:07 | 藤原保昌の朝臣、盗人の袴垂に値ふ語                     | 『宇治拾遺物語』2巻10話に同話                                       |
| 25:08 | 源頼親の朝臣、清原＿＿を罰た令むる語                   | 本文欠。清原致信殺害事件か                                          |
| 25:09 | 源頼信の朝臣、平忠恒を責むる語                         | 『宇治拾遺物語』11巻4話に同話。平忠常の乱                           |
| 25:10 | 頼信の言に依りて平貞道、人の頭を切る語                 | 出典不明                                                            |
| 25:11 | 藤原親孝、盗人の為に質に捕へられ頼信の言に依りて免す語 | 出典不明                                                            |
| 25:12 | 源頼信の朝臣の男頼義、馬盗人を射殺す語                 | 出典不明                                                            |
| 25:13 | 源頼義の朝臣、安陪貞任等を罰つ語                       | 『陸奥話記』。前九年の役                                            |
| 25:14 | 源義家の朝臣、清原武衡等を罰つ語                       | 本文欠。後三年の役                                                  |

## 巻第二十六　本朝　付 宿報
| 番号  | 題名                                                         | 出典等                                                      |
| ----- | ------------------------------------------------------------ | ----------------------------------------------------------- |
| 26:01 | 但馬の国にして鷲、若子を爴（つか）み取る語                   | 『日本霊異記』上巻9話                                       |
| 26:02 | 東の方に行く者、蕪を娶ぎて子を生む語                         | 出典不明                                                    |
| 26:03 | 美濃の国の因幡河、水出でて人を流す語                         | 出典不明                                                    |
| 26:04 | 藤原明衡の朝臣、若き時女の許に行く語                         | 『宇治拾遺物語』2巻11話に同話                               |
| 26:05 | 陸奥の国の府官大夫の介の子の語                               | 出典不明                                                    |
| 26:06 | 継母、悪霊託きたる人の家に継娘を将て行く語                   | 本文欠                                                      |
| 26:07 | 美作の国の神、猟師の謀に依りて生贄を止むる語                 | 『宇治拾遺物語』10巻6話に同話                               |
| 26:08 | 飛弾の国の猿神、生贄を止むる語                               | 出典不明                                                    |
| 26:09 | 加賀の国の蛇と蜈と諍ふ島に行きたる人、蛇を助けて島に住む語   | 出典不明                                                    |
| 26:10 | 土佐の国の妹兄、知らぬ島に行きて住む語                       | 『宇治拾遺物語』4巻4話に同話。 沖の島 (高知県) § 歴史を参照 |
| 26:11 | 参河の国に、犬頭の糸を始むる語                               | 出典不明。犬頭神社を参照                                    |
| 26:12 | 能登の国の鳳至の孫、帯を得る語                               | 出典不明                                                    |
| 26:13 | 兵衛佐上緌の主、西の八条にして銀を見て得る語                 | 『宇治拾遺物語』13巻1話に同話                               |
| 26:14 | 陸奥守に付きたる人、金を見付けて富を得る語                   | 出典不明                                                    |
| 26:15 | 能登の国の鉄を堀る者、佐渡の国に行きて金を堀る語             | 『宇治拾遺物語』4巻2話に同話                                |
| 26:16 | 鎮西の貞重の従者、淀にして玉を買ひ得る語                     | 『宇治拾遺物語』14巻6話に同話                               |
| 26:17 | 利仁の将軍若き時、京より敦賀に五位を将て行く語               | 『宇治拾遺物語』1巻18話に同話。芥川龍之介『芋粥』の原作。   |
| 26:18 | 観硯聖人、在俗の時盗人に値ふ語                               | 出典不明                                                    |
| 26:19 | 東に下る者、人の家に宿りて産に値ふ語                         | 出典不明                                                    |
| 26:20 | 東の小女、狗と咋ひ合ひて互ひに死ぬる語                       | 出典不明                                                    |
| 26:21 | 修行者、人の家に行き女主を祓へして死ぬる語                   | 出典不明                                                    |
| 26:22 | 名僧、人の家に立ち寄りて殺さるる語                           | 出典不明                                                    |
| 26:23 | 鎮西の人、双六を打ち敵を殺さむとして、下女等に打ち殺さるる語 | 出典不明                                                    |
| 26:24 | 山城の国の人、兄を射るに、其の箭当らず命を存ふる語           | 出典不明                                                    |

## 巻第二十七　本朝　付 霊鬼
| 番号  | 題名                                                   | 出典等                                                                            |
| ----- | ------------------------------------------------------ | --------------------------------------------------------------------------------- |
| 27:01 | 三条東の洞院の鬼殿の霊の語                             | 出典不明                                                                          |
| 27:02 | 川原の院の融の左大臣の霊を、宇陀院見給ふ語             | 『古本説話集』、『宇治拾遺物語』12巻15話に同話                                    |
| 27:03 | 桃園の柱の穴より指し出づる児の手、人を招く語           | 出典不明                                                                          |
| 27:04 | 冷泉院東の洞院の僧都殿の霊の語                         | 出典不明                                                                          |
| 27:05 | 冷泉院の水の精、人の形と成りて捕へらるる語             | 出典不明                                                                          |
| 27:06 | 東三条の銅の精、人の形と成りて堀り出ださるる語         | 出典不明                                                                          |
| 27:07 | 在原業平の中将の女、鬼に噉（く）らはるる語             | 『伊勢物語』6段                                                                   |
| 27:08 | 内裏の松原にして、鬼、人の形と成りて女を噉（く）らふ語 | 『日本三代実録』仁和3年（887年）8月17日                                           |
| 27:09 | 官の朝庁に参りたる弁、鬼の為に噉（く）らはるる語       | 出典不明                                                                          |
| 27:10 | 仁寿殿の台代の御灯油取る物来る語                       | 出典不明                                                                          |
| 27:11 | 或る所の膳部、善雄伴の大納言の霊を見る語               | 出典不明                                                                          |
| 27:12 | 朱雀院にして、餌袋の菓子を取らるる語                   | 出典不明                                                                          |
| 27:13 | 近江の国の安義の橋の鬼、人を噉（く）らふ語             | 出典不明。『平家物語』や謡曲『羅生門』などの渡辺綱の鬼退治の源話か。              |
| 27:14 | 東国より上る人、鬼に値ふ語                             | 出典不明。末尾欠                                                                  |
| 27:15 | 産女南山科に行き、鬼に値ひて逃ぐる語                   | 出典不明                                                                          |
| 27:16 | 正親の大夫＿＿、若き時鬼に値ふ語                       | 出典不明                                                                          |
| 27:17 | 東人、川原の院に宿りて妻を取らるる語                   | 出典不明                                                                          |
| 27:18 | 鬼、板と現じ人の家に来て人を殺す語                     | 出典不明。板鬼を参照                                                              |
| 27:19 | 鬼、油瓶の形と現じて人を殺す語                         | 出典不明                                                                          |
| 27:20 | 近江の国の生霊、京に来て人を殺す語                     | 出典不明                                                                          |
|       | 二十一話欠。かわりに二十九話が2つある。                |                                                                                   |
| 27:22 | 美濃の国の紀遠助、女の霊に値ひて遂に死ぬる語           | 出典不明                                                                          |
| 27:23 | 猟師の母、鬼と成りて子を噉（く）らはむとする語         | 出典不明                                                                          |
| 27:24 | 幡磨の国にて、鬼人の家に来て射らるる語                 | 出典不明                                                                          |
| 27:25 | 人の妻、死にて後旧の夫に会ふ語                         | 出典不明。上田秋成の『浅茅が宿』の原作かもしれない。                              |
| 27:26 | 女、死にし夫の来たるを見る語                           | 出典不明                                                                          |
| 27:27 | 河内の禅師の牛、霊の為に借らるる語                     | 『宇治拾遺物語』に同話                                                            |
| 27:28 | 白井の君、銀の提を井に入れて取らるる語                 | 出典不明                                                                          |
| 27:29 | 京極殿にして、古歌を詠むる音有る語                     | 『俊頼髄脳』                                                                      |
| 27:29 | 雅通の中将の家に、同じ形の乳母二人在る語               | 出典不明。ただし2人の女が子を奪いあう話は「ジャータカ」にも『旧約聖書』にもある。 |
| 27:30 | 幼児を護らむが為に、枕上に蒔きたる米に血付く語         | 出典不明                                                                          |
| 27:31 | 三善清行の宰相、家渡りする語                           | 出典不明                                                                          |
| 27:32 | 民部の大夫頼清の家の女の子の語                         | 出典不明                                                                          |
| 27:33 | 西の京の人、応天門の上に光る物を見る語                 | 出典不明                                                                          |
| 27:34 | 姓名を呼ばれて、野猪を射顕はす語                       | 出典不明                                                                          |
| 27:35 | 光有りて死人の傍に来たる野猪、殺さるる語               | 出典不明                                                                          |
| 27:36 | 幡磨の国印南野にして、野猪を殺す語                     | 出典不明                                                                          |
| 27:37 | 狐、大榲の木に変じて射殺さるる語                       | 出典不明                                                                          |
| 27:38 | 狐、女の形に変じて幡磨安高に値ふ語                     | 出典不明                                                                          |
| 27:39 | 狐、人の妻の形と変じて家に来る語                       | 出典不明                                                                          |
| 27:40 | 狐、人に託きて取られし玉を乞ひ返して恩を報ずる語       | 出典不明                                                                          |
| 27:41 | 高陽川の狐、女に変じて馬の尻に乗る語                   | 出典不明                                                                          |
| 27:42 | 左京の属邦利延、迷はし神に値ふ語                       | 『宇治拾遺物語』に同話                                                            |
| 27:43 | 頼光の郎等平季武、産女に値ふ語                         | 出典不明                                                                          |
| 27:44 | 鈴鹿の山を通る三人、知らぬ堂に入り宿る語               | 出典不明                                                                          |
| 27:45 | 近衛の舎人、常陸の国の山中にして歌を詠ひて死ぬる語     | 出典不明                                                                          |

## 巻第二十八　本朝　付 世俗
| 番号  | 題名                                           | 出典等                                                             |
| ----- | ---------------------------------------------- | ------------------------------------------------------------------ |
| 28:01 | 近衛の舎人共稲荷詣でして、重方女に値ふ語       | 出典不明                                                           |
| 28:02 | 頼光の郎等共、紫野に物を見る語                 | 出典不明                                                           |
| 28:03 | 円融院の御子の日に参りたる曾禰吉忠の語         | 『小右記』寛和元年（985年）2月13日に相当記事                       |
| 28:04 | 尾張守＿＿の五節所の語                         | 出典不明                                                           |
| 28:05 | 越前守為盛、六衛府の官人を付語                 | 出典不明                                                           |
| 28:06 | 歌読元輔、賀茂の祭に一条の大路を渡る語         | 『宇治拾遺物語』13巻2話に同話                                      |
| 28:07 | 近江の国の矢馳の郡司の堂供養の田楽の語         | 出典不明                                                           |
| 28:08 | 木寺の基僧、物咎めに依りて異名付く語           | 出典不明                                                           |
| 28:09 | 禅林寺の上座の助泥、破子を欠く語               | 出典不明                                                           |
| 28:10 | 近衛の舎人の秦武員、物を鳴らす語               | 出典不明                                                           |
| 28:11 | 祇園の別当の戒秀、誦経に行なはるる語           | 出典不明                                                           |
| 28:12 | 或る殿上人の家に忍びて名僧通ふ語               | 出典不明                                                           |
| 28:13 | 銀の鍛冶の延正、花山院の勘当を蒙ぶる語         | 出典不明                                                           |
| 28:14 | 御導師仁浄、半物に云ひ合ひて返さるる語         | 出典不明                                                           |
| 28:15 | 豊後の講師、謀りて鎮西より上る語               | 出典不明                                                           |
| 28:16 | 阿蘇の史、盗人に値ひて謀り遁るる語             | 出典不明                                                           |
| 28:17 | 左大臣の御読経所の僧、茸に酔ひて死ぬる語       | 『小右記』、『日本紀略』寛弘2年（1005年）4月8日に相当記事          |
| 28:18 | 金峰山の別当、毒茸を食ひて酔はぬ語             | 出典不明。ヒラタケ § 食用を参照                                    |
| 28:19 | 比叡の山の横河の僧、茸に酔ひて誦経する語       | 出典不明                                                           |
| 28:20 | 池の尾の禅珍内供の鼻の語                       | 『宇治拾遺物語』2巻7話に同話。芥川龍之介『鼻』の原作。             |
| 28:21 | 左京の大夫＿＿、異名付く語                     | 『宇治拾遺物語』11巻1話に同話                                      |
| 28:22 | 忠輔の中納言、異名付く語                       | 『江談抄』に同話。藤原忠輔 § 逸話を参照                            |
| 28:23 | 三条の中納言、水飯を食ふ語                     | 『宇治拾遺物語』7巻3話に同話。茶漬け § 歴史を参照                  |
| 28:24 | 穀断の聖人、米を持ちて咲はるる語               | 『宇治拾遺物語』12巻9話に同話                                      |
| 28:25 | 弾正の弼源顕定、𨳯（まら）を出だして咲はるる語 | 『江談抄』に同話。源顕定 § 逸話を参照                              |
| 28:26 | 安房守文室清忠、冠を落して咲はるる語           | 『御堂関白記』『小記目録』寛弘4年（1007年）正月28日に相当記事      |
| 28:27 | 伊豆守小野五友の目代の語                       | 出典不明                                                           |
| 28:28 | 尼共、山に入り茸を食ひて舞ふ語                 | 出典不明。マイタケ § 歴史を参照                                    |
| 28:29 | 中納言紀長谷雄の家に狗を顕はす語               | 出典不明                                                           |
| 28:30 | 左京の属紀茂経、鯛の荒巻を大夫に進る語         | 『宇治拾遺物語』2巻5話に同話                                       |
| 28:31 | 大蔵の大夫藤原清廉、猫を怖るる語               | 出典不明。藤原清廉を参照                                           |
| 28:32 | 山城介三善春家、蛇に恐づる語                   | 出典不明                                                           |
| 28:33 | 大蔵の大夫紀助延の郎等、唇を亀に咋はるる語     | 『法苑珠林』か                                                     |
| 28:34 | 筑前守藤原章家の侍錯ちする語                   | 出典不明                                                           |
| 28:35 | 右近の馬場の殿上人の種合せの語                 | 出典不明                                                           |
| 28:36 | 比叡の山の無動寺の義清阿闍梨の嗚呼絵の語       | 末尾欠。出典不明                                                   |
| 28:37 | 東人、花山院の御門を通る語                     | 出典不明                                                           |
| 28:38 | 信濃守藤原陳忠、御坂に落ち入る語               | 出典不明。「受領は倒るる所に土を掴め」の諺で有名。藤原陳忠を参照。 |
| 28:39 | 寸白、信濃守に任じて解け失する語               | 出典不明                                                           |
| 28:40 | 外術を以て瓜を盗み食はるる語                   | 『捜神記』                                                         |
| 28:41 | 近衛の御門に人を倒す蝦蟆の語                   | 出典不明                                                           |
| 28:42 | 兵立つる者、我が影を見て怖れを成す語           | 出典不明                                                           |
| 28:43 | 傅の大納言の烏帽子を得たる侍の語               | 出典不明                                                           |
| 28:44 | 近江の国の篠原の墓穴に入りたる男の語           | 出典不明                                                           |

## 巻第二十九　本朝　付 悪行
| 番号  | 題名                                                   | 出典等                                                   |
| ----- | ------------------------------------------------------ | -------------------------------------------------------- |
| 29:01 | 西の市の蔵に入りたる盗人の語                           | 出典不明                                                 |
| 29:02 | 多衰丸調伏丸二人の盗人の語                             | 出典不明                                                 |
| 29:03 | 人に知られぬ女盗人の語                                 | 出典不明。洗脳の話。                                     |
| 29:04 | 世に隠れたる人の聟と成りたる＿＿語                     | 出典不明                                                 |
| 29:05 | 平貞盛の朝臣、法師の家にして盗人を射取る語             | 出典不明                                                 |
| 29:06 | 放免共、強盗と為り人の家に入りて捕へらるる語           | 出典不明                                                 |
| 29:07 | 藤大夫＿＿の家に入りたる強盗捕へらるる語               | 出典不明                                                 |
| 29:08 | 下野守為元の家に入りたる強盗の語                       | 『小右記』万寿元年（1024年）12月8日に関連記事            |
| 29:09 | 阿弥陀の聖、人を殺して其の家に宿り殺さるる語           | 出典不明                                                 |
| 29:10 | 伯耆の国府の蔵に入りたる盗人殺さるる語                 | 出典不明                                                 |
| 29:11 | 幼児、瓜を盗み父の不孝を蒙ぶる語                       | 出典不明                                                 |
| 29:12 | 筑後の前司源忠理の家に入りたる盗人の語                 | 出典不明                                                 |
| 29:13 | 民部の大夫則助が家に来たる盗人、殺害の人を告ぐる語     | 出典不明                                                 |
| 29:14 | 九条堀河に住む女、夫を殺して哭く語                     | 出典不明                                                 |
| 29:15 | 検非違使、糸を盗みて見顕はさるる語                     | 出典不明                                                 |
| 29:16 | 或る所の女房、盗みを以て業と為し見顕はさるる語         | 本文欠。出典不明                                         |
| 29:17 | 摂津の国の小屋寺に来て鍾を盗む語                       | 『十訓抄』に同話                                         |
| 29:18 | 羅城門の上層に登りて死人を見たる盗人の語               | 出典不明。芥川龍之介『羅生門』の原作。                   |
| 29:19 | 袴垂、関山にして虚死にして人を殺す語                   | 出典不明                                                 |
| 29:20 | 明法博士善澄、強盗に殺さるる語                         | 出典不明。『日本紀略』寛弘7年（1010年）6月某日に関連記事 |
| 29:21 | 紀伊の国の晴澄、盗人に値ふ語                           | 出典不明                                                 |
| 29:22 | 鳥部寺に詣でたる女、盗人に値ふ語                       | 出典不明                                                 |
| 29:23 | 妻を具して丹波の国に行く男、大江山にして縛らるる語     | 出典不明。芥川龍之介『藪の中』の原作。                   |
| 29:24 | 近江の国の主の女を美濃の国に将て行きて売りたる男の語   | 出典不明                                                 |
| 29:25 | 丹波守平貞盛、児干を取る語                             | 出典不明                                                 |
| 29:26 | 日向守＿＿、書生を殺す語                               | 出典不明                                                 |
| 29:27 | 主殿の頭源章家、罪を造る語                             | 出典不明                                                 |
| 29:28 | 清水の南辺に住む乞食、女を以て人を謀り入れて殺す語     | 出典不明                                                 |
| 29:29 | 女、乞丐に捕へられて子を棄てて逃ぐる語                 | 出典不明                                                 |
| 29:30 | 上総守維時の郎等、双六を打ちて突き殺さるる語           | 出典不明                                                 |
| 29:31 | 鎮西の人、新羅に渡りて虎に値ふ語                       | 『宇治拾遺物語』3巻7話に同話                             |
| 29:32 | 陸奥の国の狗山の狗、大蛇を咋ひ殺す語                   | 出典不明                                                 |
| 29:33 | 肥後の国の鷲、蛇を咋ひ殺す語                           | 出典不明                                                 |
| 29:34 | 民部の卿忠文の鷹、本の主を知る語                       | 『江談抄』                                               |
| 29:35 | 鎮西の猿、鷲を打ち殺して、恩を報ぜむが為に女に与ふる語 | 出典不明                                                 |
| 29:36 | 鈴香の山にして、蜂、盗人を螫し殺す語                   | 出典不明                                                 |
| 29:37 | 蜂、蜘蛛に怨を報ぜむとする語                           | 出典不明                                                 |
| 29:38 | 母牛、狼を突き殺す語                                   | 出典不明                                                 |
| 29:39 | 蛇、女陰を見て欲を発し、穴を出でて刀に当たりて死ぬる語 | 出典不明                                                 |
| 29:40 | 蛇、僧の昼寝の𨳯（まら）を見て呑み、婬を受けて死ぬる語 | 出典不明                                                 |

## 巻第三十　本朝　付 雑事
| 番号  | 題名                                               | 出典等                                                                                   |
| ----- | -------------------------------------------------- | ---------------------------------------------------------------------------------------- |
| 30:01 | 平定文、本院の侍従に仮借する語                     | 『世継物語』に同話。飲尿食糞描写。次話とあわせ、谷崎潤一郎『少将滋幹の母』の原拠の一つ。 |
| 30:02 | 平定文に会ひたる女、出家する語                     | 『大和物語』                                                                             |
| 30:03 | 近江守の娘、浄蔵大徳と通ずる語                     | 『大和物語』                                                                             |
| 30:04 | 中務の太輔の娘、近江の郡司の婢と成る語             | 出典不明。堀辰雄『曠野』の原作。                                                         |
| 30:05 | 身貧しき男の去りたる妻、摂津守の妻と成る語         | 『大和物語』。谷崎潤一郎『蘆刈』などの原拠。                                             |
| 30:06 | 大和の国の人、人の娘を得る語                       | 末尾欠。出典不明                                                                         |
| 30:07 | 右近の少将＿＿、鎮西に行く語                       | 末尾欠。出典不明                                                                         |
| 30:08 | 大納言の娘、内舎人に取らるる語                     | 『大和物語』                                                                             |
| 30:09 | 信濃の国の姨棄山の語                               | 『大和物語』。うばすてやま伝説。                                                         |
| 30:10 | 下野の国に住み、妻を去りて後返り棲む語             | 『大和物語』か                                                                           |
| 30:11 | 品賤しからぬ人、妻を去りて後返り棲む語             | 出典不明                                                                                 |
| 30:12 | 丹波の国に住む者の妻、和歌を読む語                 | 出典不明                                                                                 |
| 30:13 | 夫死にたる女人、後に他の夫に嫁がざる語             | 『俊頼髄脳』                                                                             |
| 30:14 | 人の妻、化して弓と成りて後、鳥と成りて飛び失する語 | 『俊頼髄脳』                                                                             |

## 巻第三十一　本朝　付 雑事
| 番号  | 題名                                                     | 出典等                                                                   |
| ----- | -------------------------------------------------------- | ------------------------------------------------------------------------ |
| 31:01 | 東山科の藤尾寺の尼、八幡の新宮を遷し奉る語               | 『扶桑略記』などに同話                                                   |
| 31:02 | 鳥羽の郷の聖人等、大橋を造りて供養する語                 | 後半欠。出典不明                                                         |
| 31:03 | 湛慶阿闍梨還俗して、高向公輔と為る語                     | 前半は『日本三代実録』元慶4年（880年）10月19日に相当記事。高向公輔を参照 |
| 31:04 | 絵師巨勢広高、出家して還俗する語                         | 後半欠。出典不明                                                         |
| 31:05 | 大蔵の史生宗岡高助、娘を傅く語                           | 出典不明                                                                 |
| 31:06 | 賀茂の祭の日、一条の大路に札を立てて見物したる翁の語     | 『十訓抄』に同話                                                         |
| 31:07 | 右少弁師家の朝臣、女の死に値ふ語                         | 『今鏡』に同話。藤原師家を参照                                           |
| 31:08 | 灯火に影移りて死にたる女の語                             | 『今鏡』に同話                                                           |
| 31:09 | 常澄安永、不破の関にして夢を見る語                       | 出典不明                                                                 |
| 31:10 | 尾張の国の匃経方（まがりのつねかた）、妻の事を夢に見る語 | 出典不明                                                                 |
| 31:11 | 陸奥の国の安倍頼時、胡国に行きて空しく返る語             | 『宇治拾遺物語』15巻2話に同話                                            |
| 31:12 | 鎮西の人、度羅の島に至る語                               | 出典不明                                                                 |
| 31:13 | 大峰を通る僧、酒泉郷に行く語                             | 出典不明                                                                 |
| 31:14 | 四国の辺地を通る僧、知らぬ所に行きて馬に打ち成さるる語   | 出典不明                                                                 |
| 31:15 | 北山の狗、人を妻と為す語                                 | 出典不明                                                                 |
| 31:16 | 佐渡の国の人、風の為に知らぬ島に吹き寄せらるる語         | 出典不明                                                                 |
| 31:17 | 常陸の国の＿＿郡に寄りたる大きなる死人の語               | 出典不明                                                                 |
| 31:18 | 越後の国に打ち寄せられたる小船の語                       | 出典不明                                                                 |
| 31:19 | 愛宕寺の鐘の語                                           | 『古事談』に同話                                                         |
| 31:20 | 霊巌寺の別当、巌を砕く語                                 | 出典不明                                                                 |
| 31:21 | 能登の国の鬼の寝屋島の語                                 | 出典不明                                                                 |
| 31:22 | 讃岐の国の満農の池頽したる国司の語                       | 出典不明                                                                 |
| 31:23 | 多武峰、比叡の山の末寺と成る語                           | 出典不明                                                                 |
| 31:24 | 祇園、比叡の山の末寺と成る語                             | 出典不明                                                                 |
| 31:25 | 豊前の大君、世の中の作法を知る語                         | 『宇治拾遺物語』10巻7話に同話                                            |
| 31:26 | 打臥の御子の巫の語                                       | 『大鏡』に同話                                                           |
| 31:27 | 兄弟二人、萱草紫菀を殖うる語                             | 『俊頼髄脳』。石川淳『紫苑物語』の原拠。                                 |
| 31:28 | 藤原惟規、越中の国にして死ぬる語                         | 『俊頼髄脳』                                                             |
| 31:29 | 蔵人の式部の拯貞高、殿上にして俄かに死ぬる語             | 『宇治拾遺物語』10巻8話に同話                                            |
| 31:30 | 尾張守＿＿、鳥部野に人を出だす語                         | 出典不明                                                                 |
| 31:31 | 太刀帯の陣に魚を売る嫗の語                               | 出典不明。芥川龍之介『羅生門』の原作。                                   |
| 31:32 | 人、酒に酔ひたる販婦の所行を見る語                       | 出典不明                                                                 |
| 31:33 | 竹取の翁、女児を見付けて養ふ語                           | 出典不明。『竹取物語』の類話                                             |
| 31:34 | 大和の国の箸の墓の語                                     | 『日本書紀』。倭迹迹日百襲姫命の話。                                     |
| 31:35 | 元明天皇の陵を点じたる定恵和尚の語                       | 出典不明。なお、元明天皇陵を檜前陵とするが、史実と異なる。               |
| 31:36 | 近江の鯉と鰐と戦ふ語                                     | 出典不明                                                                 |
| 31:37 | 近江の国の栗太の郡の大柞の語                             | 出典不明。巨樹 § 伝説上の巨樹を参照                                      |